# Opkomst van Macedonië
De opkomst van Macedonië van een klein koninkrijk bij de grenzen van Griekenland tot een rijk dat de volledige Hellenistische wereld zou domineren gebeurde in 25 jaren, tussen 359 en 336 voor Christus. Dit is voor een groot deel toe te schrijven aan de persoonlijkheid en beleid van Philippus II (heerste van 359-336 v.Chr.). Naast het gebruiken van efficiënte diplomatie en huwelijksallianties om zijn politieke doelen te bereiken, reorganiseerde Philippus ook het Macedonische leger naar een efficiënt oorlogsleger. De Macedonische falanx werd het belangrijkste deel van het Macedonische leger tijdens zijn heerschappij en de daaropvolgende Hellenistische periode. Zijn leger en ingenieurs maakten ook erg veel gebruik van belegeringswerktuigen.
Macedonië was tijdens de heerschappij van Philippus eerst bezig met oorlog te voeren tegen plunderende Illyriërs en Thraciërs. De belangrijkste onder Philippus' Thracische vijanden was de heerser Kersebleptes, die mogelijk een alliantie had gesloten met Athene. In een serie veldtochten die duurden van 356 tot 340 v.Chr. kon Philippus uiteindelijk Kersebleptes onderwerpen als een vazal, waardoor hij veel van Thracië veroverde en nieuwe steden stichtte zoals Philippi en Philippopolis. Philippus vocht ook tegen de Illyrische koning Bardylis, die Macedonië zelf bedreigde, en tegen Grabos en Pleuratus.
Philippus hield uiteindelijk veldtochten tegen de stadstaat Athene en haar bondgenoten in het Egeïsche Zeegebied, maar ook tegen Thebe, nadat ze haar hegemonie over Griekenland had verloren. Bij de verdediging van de Amphictionie van Delphi in samenwerking met de Thessalische Bond, werd Macedonië de belangrijkste speler tijdens de Derde Heilige Oorlog (356-346 v.Chr.), waarbij hij de Phokiërs versloeg in de slag op het Krokusveld in 352 voor Christus. Terwijl hij klaar was om Athene onmiddellijk aan te vallen in 346 v.Chr. werd er een Atheense ambassade naar de koning gestuurd om een vredesverdrag te sluiten, bekend als de Vrede van Philocrates. Als resultaat werden Athene en Macedonië bondgenoten, maar Athene moest wel Amphipolis aan de Macedoniërs overlaten.
De Vrede van Philocrates kwam uiteindelijk tot een einde toen de vijandelijkheden tussen Athene en Macedonië hernomen werden. Demosthenes, een Atheense staatsman die verantwoordelijk was geweest voor het vredesverdrag, gaf een toespraak om de Atheners aan te moedigen om zich opnieuw tegen Philippus te verzetten. De Macedoniërs versloegen de Atheners, samen met de Thebanen echter bij Chaeronea beslissend, waardoor Macedonië de hegemonie over Griekenland verkreeg. In de nasleep hiervan werd de Korinthische Bond gesticht, waardoor de Grieken nu bondgenoten van de Macedoniërs waren geworden. Philippus stond aan het hoofd van de Korinthische Bond voor de geplande invasie in Perzië. Philippus werd echter vermoord voor hij op veldtocht kon gaan, een taak die in plaats daarvan naar zijn opvolger ging, Alexander de Grote.

## Bronnen

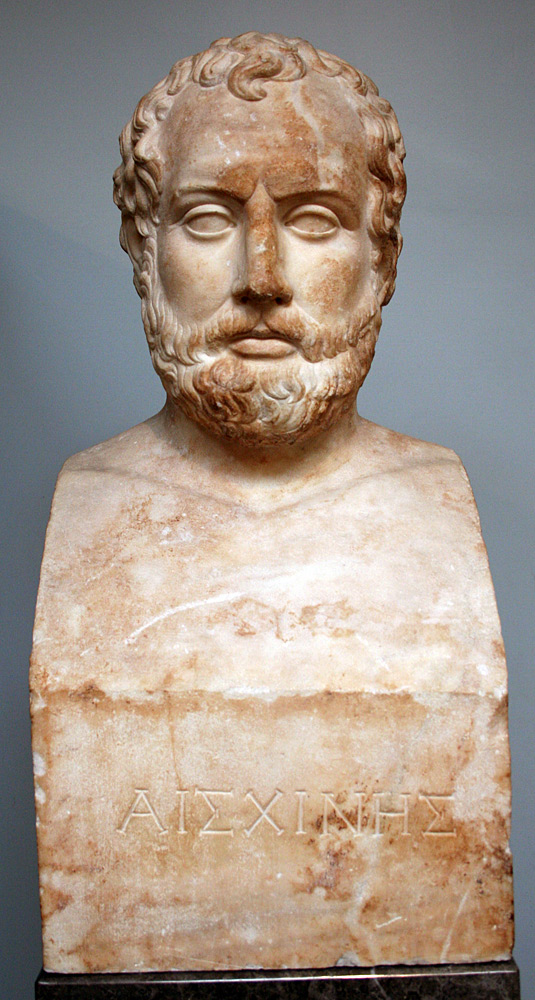
Marmeren buste van de Atheense staatsman Aeschines.

## Achtergrond

### Griekenland in de vroege vierde eeuw voor Christus

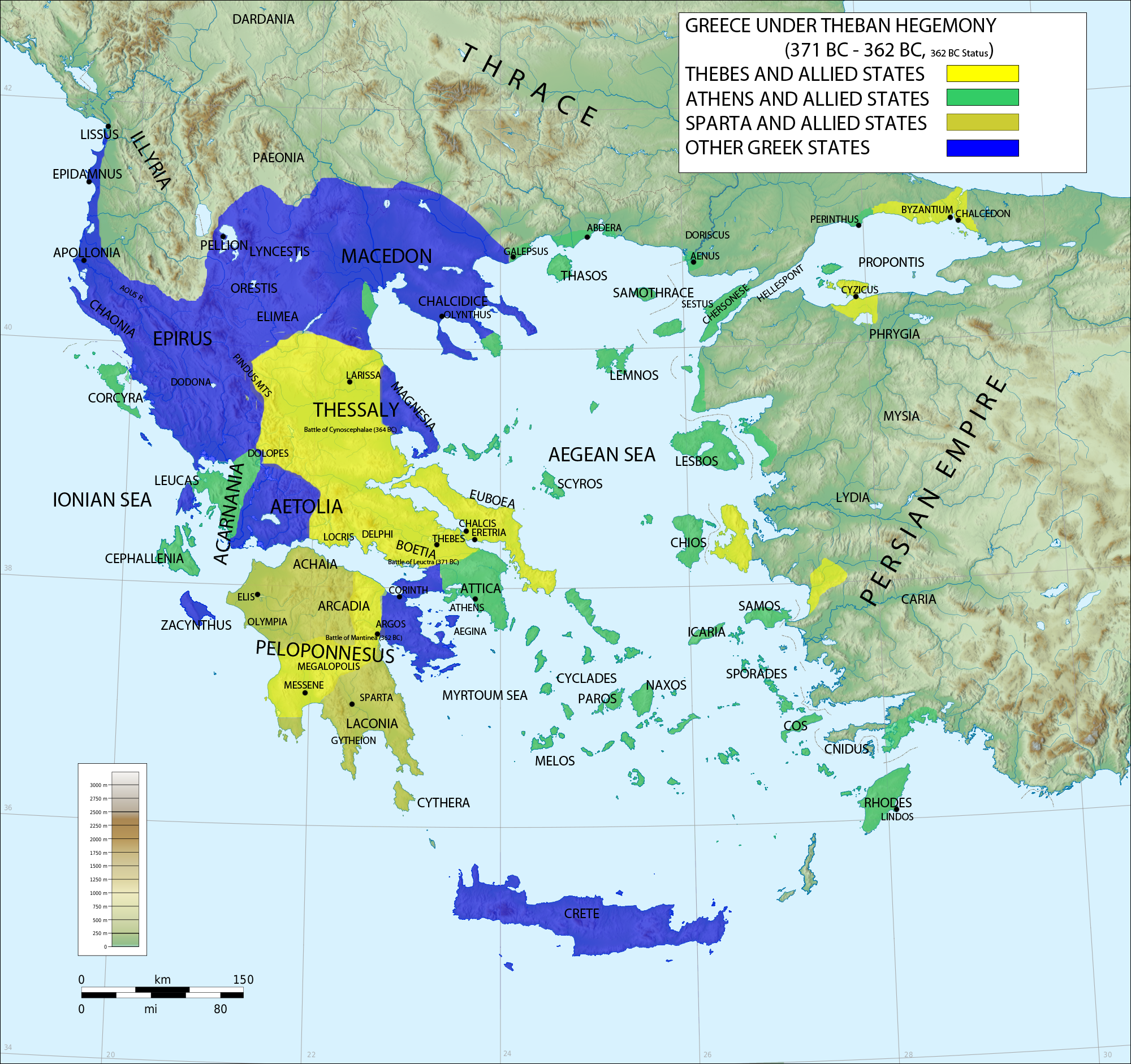
De Thebaanse hegemonie; de machtsblokken in Griekenland in het decennium voor 362 voor Christus.

In de nasleep van de Peloponnesische Oorlog had de militaristische stadstaat Sparta haar hegemonie over Griekenland kunnen instellen. Deze stand van zaken was helemaal niet naar de zin van de Griekse stadstaten die traditioneel onafhankelijk waren geweest, en leidde onmiddellijk tot de Korinthische Oorlog van 395-387 voor Christus. Sparta kwam als overwinnaar uit de strijd met haar hegemonie die nog steeds intact was, ook al was dat enkel een gevolg van Perzische interventie, die leidde tot de zogenaamde Koningsvrede. De fragiliteit van de Spartaanse dominantie werd echter gedemonstreerd in het volgende decennium, toen de Thebanen een opstand tegen de Spartanen zouden leiden. De Spartanen konden de opstand niet neerdrukken, wat leidde tot een onafhankelijk Thebe. Toen, na verschillende jaren van onsamenhangende conflicten, vochten de Thebanen eindelijk tegen de Spartanen te Leuktra (371 v.Chr.), en brachten onder leiding van Epaminondas de Spartanen een weergaloze nederlaag toe, waarbij ze de Spartaanse koning Kleombrotos I doodden.
Na deze overwinning viel Epaminondas in 370 v.Chr. de Peloponnesus binnen en begon de Spartaanse dominantie te ondermijnen. De Spartaanse macht rustte op de gedwongen arbeid die de heloten van Messenië moesten verrichten, wat ervoor zorgde dat de volledige mannelijke Spartaanse bevolking zich kon toewijden aan oorlogsvoering. Dit militair trainingssysteem had eerder Sparta toegelaten om macht te hebben over de heloten, die veel groter van aantal waren dan de Spartanen zelf. Maar na hun verliezen bij Leuktra konden de Spartanen Epaminondas' invasie niet weerstaan, en hij marcheerde naar Messenië en bevrijdde de heloten, waardoor hij Sparta voor altijd verzwakte. Toen begonnen de Thebanen hun invloed over Griekenland uit te breiden, waardoor ze de Spartaanse hegemonie vervingen door hun eigen hegemonie voor de volgende 9 jaar. In 362 v.Chr. viel Epaminondas voor de vierde keer de Peloponnesus binnen. Bijna elke staat van Griekenland was hierbij betrokken, hetzij als bondgenoot of als tegenstander. Epaminondas versloeg de Spartanen opnieuw bij Mantinea, maar hij sneuvelde wel zelf, en de Thebaanse verliezen waren zwaar. Xenophon suggereert dat 

Toen deze gebeurtenissen hadden plaatsgevonden, gebeurde het tegengestelde van wat er geloofd werd door alle mannen. Omdat alle volkeren samengekomen waren en zichzelf hadden geformeerd in tegenoverstaande linies, was er niemand die niet geloofde dat als de slag was gevochten, degenen die er als overwinnaar zouden uitkomen de heersers zouden zijn en degenen die verslagen zouden zijn hun onderdanen zouden zijn; maar de godheid regelde het anders.... dat terwijl elke partij de overwinning opeiste, er geen enkele beter van werd... maar dat er zelfs meer verwarring en wanorde in Griekenland was na de slag dan ervoor.
— Xenophon, Hellenica, 7.5

De jaren van conflicten die resulteerden uit de Thebaanse pogingen om Griekenland te reorganiseren hadden ervoor gezorgd dat het land oorlogsmoe en uitgeput was; er werd daarom vrede gesloten tussen alle stadstaten in Griekenland (uitgezonderd een weerspannig Sparta) in de nasleep van Mantinea. Door de dood van Epaminondas en het significante verlies van mannen bij Mantinea, keerden de Thebanen terug naar hun meer traditionele defensieve beleid, en binnen enkele jaren had Athene hen vervangen als belangrijkste speler in het Griekse politieke systeem, en de Thebaanse invloed vloeide snel weg. Het waren de Atheners, en hun Tweede Delisch-Attische Zeebond die Macedoniës rivalen zouden zijn voor de controle over het land ten noorden van de Egeïsche Zee.

Expansie van Macedonië onder Philippus II.

### Philippus' klim naar de macht
In 360 v.Chr. werd het Macedonische leger onder Perdikkas III verslagen door de stam de Dardani uit Illyrië; Perdikkas werd samen met 4.000 troepen gedood. De Illyriërs maakten zich klaar om Macedonië binnen te vallen; ondertussen waren de Paioniërs Macedonisch grondgebied aan het plunderen, en de Thraciërs maakten zich klaar om Macedonië binnen te vallen om Pausanias te helpen, die aanspraak maakte op de troon, net zoals de Atheners, die een andere persoon die aanspraak maakte op de troon te helpen: Argeus.
De erfgenaam van Perdikkas, zijn zoon Amyntas IV, was op dat moment nog een kind. Philippus, de enige overlevende zoon van Amyntas III was daarom de duidelijke kandidaat om over Macedonië te heersen en werd tot koning uitgeroepen door het leger. Het is ook mogelijk dat hij uitgeroepen werd als regent voor zijn neef Amyntas IV, en zich later de troon toe-eigende. Hoe dan ook, Philippus werd in 359 v.Chr. heerser van Macedonië om het land van de ondergang te redden.

## Macedonische wederopstanding (359–358 v.Chr.)

### Heropbouw van het leger

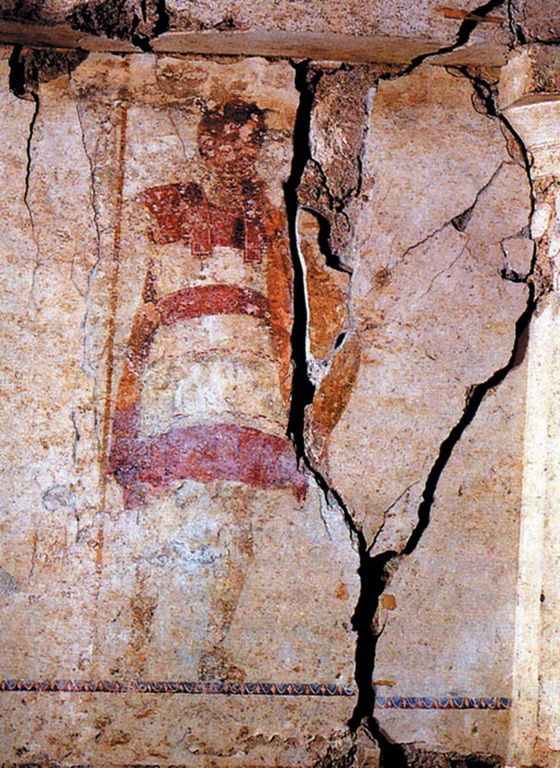
Geschilderde afbeelding van een soldaat die een linothorax draagt.

Philippus' prioriteit was om het leger te herstellen, en om het moraal van zowel het leger als het volk terug op peil te brengen. Hij hield een serie bijeenkomsten met de Macedonische inwoners en kon zo hun moraal weer herstellen.
Hij hertrainde zijn mannen grondig met nieuwe tactieken en uitrustingen. Hij voerde het gebruik van de falanx in bij de Macedonische infanterie, en rustte zijn troepen uit met 6 meter lange speren (sarissai). Normaal waren de Griekse speren (dorata) slechts 2 tot 3 meter lang.

### Diplomatie
Op hetzelfde moment begon Philippus ook met diplomatie. Hij kocht Berisades, zoon van Cotys I, de Thracische koning, om om de Thracische aanhang bij Pausanias te laten wegvallen, en kon hierdoor de Thracische invasie voorkomen. Hij kocht ook de Paioniërs om. Het is ook mogelijk dat hij een vredesverdrag sloot met de Dardanische koning Bardylis, waarbij hij enkele grote delen van Macedonië verloor in ruil voor de vrede. Hoewel er geen bewijs overblijft van zo'n verdrag, is het waarschijnlijk dat de Illyriërs niet verder oorlog voerden met de Macedoniërs omdat er zo'n verdrag gesloten was. Philippus trouwde ook met Bardylis' dochter (of nicht), wat deel kan uitgemaakt hebben van het verdrag. Hoe dan ook gaf Philippus' diplomatie Macedonië wat ademruimte en tijd om te herstellen.

### Slag bij Methone

Macedoniës buren in de oudheid.

Philippus realiseerde zich dat de enige bedoeling van de Atheense hulp voor Argeus was om Amphipolis te heroveren, wat ze probeerden te bereiken door Argeus op de troon te plaatsen. Daarom liet Philippus het Macedonische garnizoen in Amphipolis de stad verlaten en verklaarde de stad onafhankelijk, waardoor hij de Atheense hulp voor Argeus ondermijnde.
De Atheense expeditie, geleid door Mantias, ging toch aan land bij Methone, op de Macedonische kust, met 3.000 huurtroepen. Mantias wilde Methone niet verlaten, en daarom leidde Argeus de troepen naar de Macedonische hoofdstad Aegae, want hij hoopte dat de bevolking hem tot koning zou verklaren. Maar de inwoners van Aegae toonden geen interesse in hem, en daarom marcheerde Argeus terug naar Methone. Op weg daarnaartoe werd hij aangevallen en verslagen door Philippus, waardoor vele Atheense huurlingen gedood werden en de rest gevangen werd genomen. Volgens Diodorus zorgde deze overwinning voor het herstel van het moraal van het Macedonische leger, en gaf het de soldaten een aanmoediging voor de slagen die nog zouden komen.
Nadat hij de laatste onmiddellijke bedreiging voor Macedonië had verslagen, keerde Philippus terug op diplomatie. Hij liet de Atheense gevangenen onmiddellijk gaan en hij zond ambassadeurs naar Athene. Hij maakte zich klaar om Amphipolis op hen over te laten gaan en kon zo, samen met het bevrijden van de gevangenen, de Atheners overtuigen om vrede met hem te sluiten.

### Paionië en Illyrië
Het volgende jaar (358 v.Chr.) hoorde Philippus dat de Paionische koning, Agis, gestorven was. Omdat hij voordeel wilde halen uit hun politieke wanorde en de overgang van de macht marcheerde Philippus met zijn leger naar Paionië, waar hij de Paioniërs kon verslaan. Toen dwong hij de stam om trouw te zweren aan Macedonië.
Philippus kon nu zijn gedachten op de Illyriërs zetten, die nog steeds veel van het bovenste deel van Macedonië bezet hielden. Hij verzamelde het leger, waardoor hij een leger van 10.000 man infanterie en 600 cavalerie onder zijn hoede had toen hij naar Illyrië marcheerde. Bardylis, die gehoord had over Philippus' bezigheden, zond ambassadeurs naar Philippus, waarbij hij vrede voorstelde op basis van de status quo. Philippus verwierp dit voorstel, want hij zei dat de Illyriërs Macedonië moesten verlaten. Bardylis maakte zich dus klaar voor een slag, hij kon 10.000 man infanterie en 500 man cavalerie op de been krijgen volgens Diodorus Siculus.
Diodorus zorgt ook voor het enige relaas over de slag. Hij zegt dat: 

Toen de legers naar elkaar aan het marcheren waren en met een luid geroep tegen elkaar botsten, beval Philippus, die de rechterflank leidde, die bestond uit de bloem van de Macedoniërs die onder hem dienden, zijn cavalerie om langs de linies van de barbaren te rijden en hen op de flank aan te vallen, terwijl hijzelf de vijand in een frontale aanval zou aanvallen in een bitter gevecht. Maar de Illyriërs, die zichzelf in een carré opstelden, gingen de strijd moedig aan. En voor het eerst in een lange tijd was de slag in evenwicht door de dapperheid die getoond werd aan beide kanten, en er werden zoveel mannen gedood en gewond, dat het lot van de slag eerst naar de ene kant oversloeg, dan naar de andere, door de moedige daden van de krijgers; maar later, toen de ruiters doordrukten op de flank en Philippus met de bloem van zijn troepen met waar heroïsme vocht, werd de massa Illyriërs gedwongen om haastig voor de vlucht te kiezen.
— Diodorus Siculus, XVI.4

Volgens Diodorus stierven er 7.000 Illyriërs in de slag. De Illyriërs trokken zich terug uit Macedonië en vroegen om vrede. Na deze veldtocht had Philippus zijn autoriteit uitgebreid tot het Meer van Ohrid en had gunst van de Epiroten gekregen, die ook in oorlog waren geweest met de Illyriërs.

### Thessalië
Justinus en Diodorus zeggen beiden dat Philippus ook Thessalië binnenviel in 358 voor Christus. In de jaren voor 370 v.Chr. had Thessalië een kleine groei van aanzien genoten in de Griekse wereld, nadat het verenigd was onder Jason van Pherae, die de titel Tagus (belangrijkste magistraat) kreeg. Jason werd echter vermoord in 370 v.Chr. en zijn zoon Alexander van Pherae werd Tagus. Alexander heerste met harde hand, en daarom stopten andere staten van de Thessalische Bond met hem te helpen, wat resulteerde in een conflict met zowel Macedonië (onder Alexander II van Macedonië) en uiteindelijk met Thebe. Dit conflict eindigde uiteindelijk in 364 v.Chr. toen de Thebanen Alexander van Pherae versloegen, en de Thessaliërs een vredesovereenkomst oplegden. Maar met de verzwakking van Thebe in de nasleep van Mantinea, hervatte het conflict in Thessalië zich. Alexander werd vermoord in 358 v.Chr. door de broers van zijn vrouw; Lycofron en Tisiphonus, die in zijn plaats tiran werden. Volgens Diodorus kregen de Aleuadae, de edele familie die de politiek in de Noord-Thessalische stad Larissa beheerste, problemen met deze nieuwe tirannen, en vroegen hulp aan Philippus.

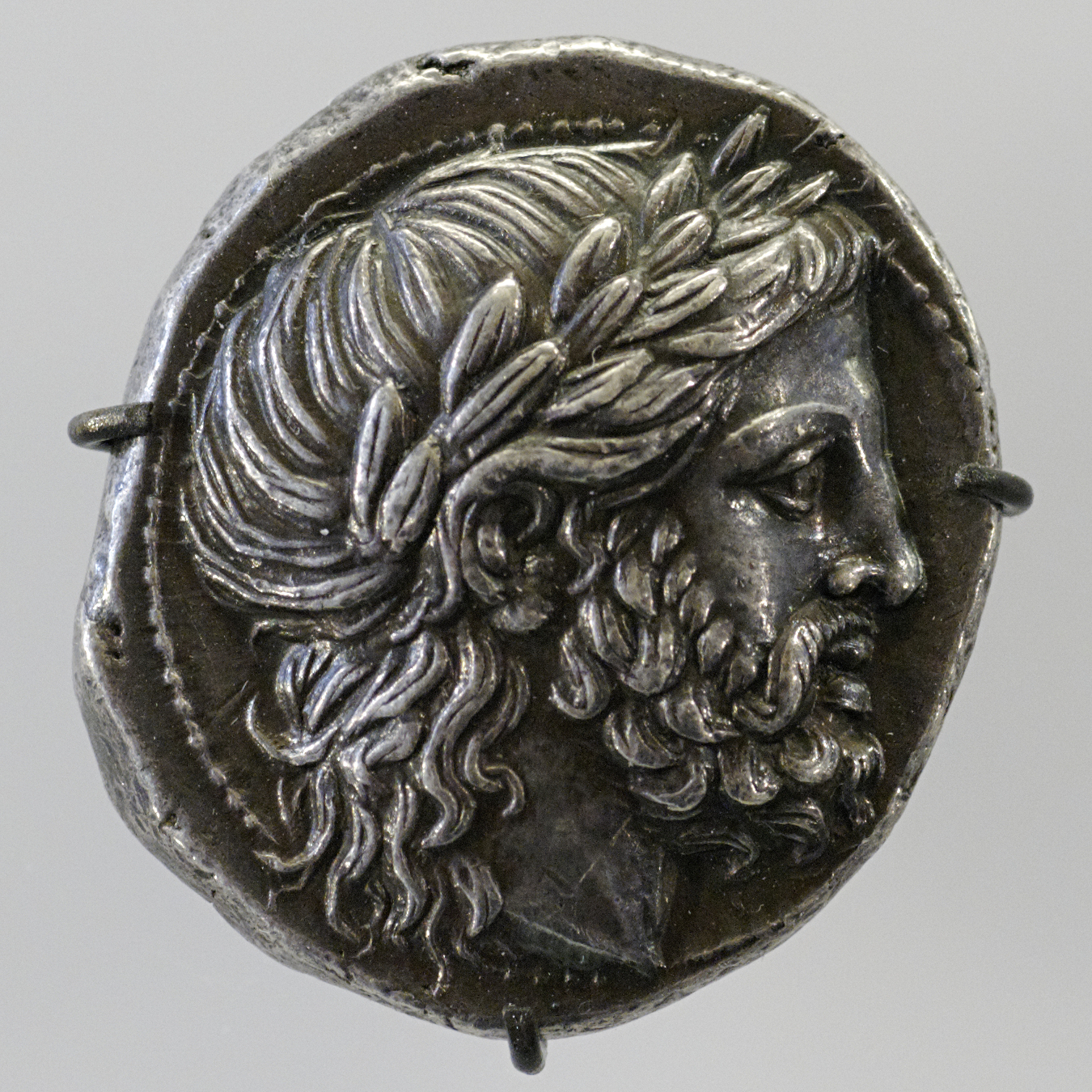
Philippus II van Macedonië – een Macedonische zilveren Tetradrachme geslagen tijdens zijn heerschappij.

Hoewel Diodorus zegt dat Philippus de nieuwe tirannen versloeg, beschouwen moderne historici het waarschijnlijker dat Philippus' aankomst op het strijdtoneel de Aleuadae toeliet om een vredesovereenkomst met Pherae te krijgen in een positie van grotere sterkte. Het lijkt erop dat Philippus terugkwam van de expeditie met nieuwe vrouwen vanuit zowel Larissa (Philinna) en Pherae (Nicesipolis, Jasons nicht), wat het nog meer waarschijnlijk maakt dat er een overeenkomst was gesloten. Zoals de moderne historicus Buckler zegt: "Philippus ging weg uit Thessalië met een voet in beide kampen".
Het lijkt erop dat Philippus een sterke interesse had gehad in Thessalië vanaf het begin van zijn heerschappij, zelfs ondanks zijn problemen ergens anders. Er zijn verschillende mogelijke redenen voor zijn interesse. Ten eerste, en als belangrijkste, wilde Philippus waarschijnlijk het grensgebied Perrhaebia (traditioneel een deel van Thessalië) veroveren, om Macedoniës zuidelijke grens te beschermen. Ten tweede, omdat Larissa de noord-zuid routes tussen Macedonië en Thessalië beheerste, zouden vriendelijke relaties met de Aleuadae helpen om Macedonië te beschermen en Philippus toegang geven tot de rest van Griekenland. Ten derde was Thessalië vol van middelen die Philippus op lange termijn zou kunnen gebruiken. 

Thessalië was rijk in land, productie, steden en mensen. De Thessalische cavalerie was de beste in Griekenland, en het bergachtig gebied dat Thessalië omringde zorgde voor veel peltasten. Succes in Thessalië zou ervoor zorgen dat Philippus een extra leger kreeg en extra inkomsten. Hij kon ook niet niets doen terwijl de tirannen van Pherae de Thessalische confederatie overweldigden. Jason van Pherae had de Griekse wereld een glimp gegeven van de mogelijke macht van een verenigd Thessalië, en geen enkele Macedonische koning kon die les vergeten.
— John Buckler, p.63-64

### Overzicht tot 358 v.Chr.
Dankzij zijn fanatieke activiteiten sinds hij op de troon had komen te zitten, had Philippus de Macedonische situatie in orde gemaakt, door Macedoniës ergste vijanden te verslaan of vrede met hen te maken, terwijl hij de meeste van de Macedonische grenzen had beveiligd, en weer leven in zijn leger had gebracht en het hertraind had.

## Veroveringen in het noorden (357-353 v.Chr.)

### Amphipolis (357 v.Chr.)
Philippus' volgende doel was om de Macedonische oostelijke grens te beveiligen, die bij Thracië lag, en in het bijzonder bij de stad Amphipolis. Amphipolis was een belangrijk strategisch punt, gesitueerd aan de rivier de Strymon, waar het het enige oversteekpunt over de rivier beheerste, en daardoor de toegang naar Thracië. Als Philippus dus wilde uitbreiden naar het oosten, moest hij er eerst voor zorgen dat hij Amphipolis controleerde. De Atheners hadden daar een kolonie gesticht in de vorige eeuw, enkel om er de controle over te verliezen tijdens de Peloponnesische Oorlog. De Atheners wilden daarom graag Amphipolis heroveren, deels dankzij haar geschiedenis, hoewel de Amphipolitiërs niet terug wilden gaan onder Atheense controle. De belangrijkste redenen waren echter de locatie van Amphipolis dicht bij de wouden die nodig waren voor het bouwen van schepen, en omdat het de goud- en zilvermijnen van de berg Pangaion beheerste. Het belang van Amphipolis voor de Atheners tijdens deze periode kan niet overschat worden; "Hun verlangen ernaar was constant en extreem". (Cawkwell p. 72)

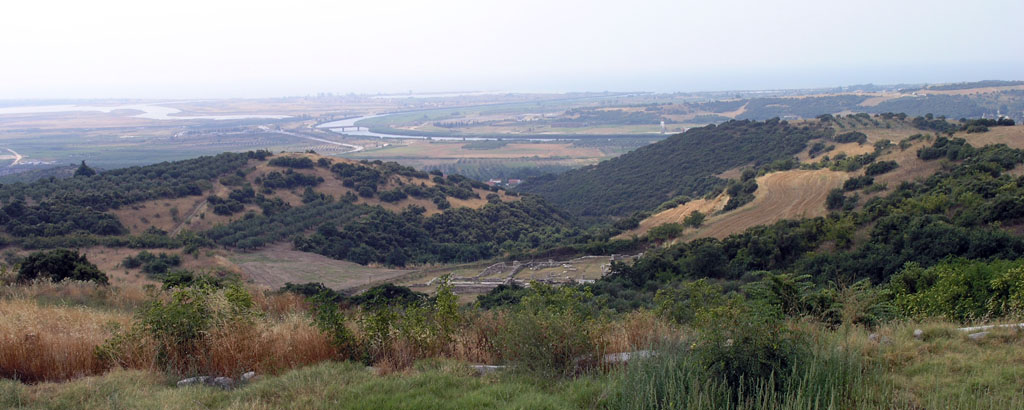
Beeld van de Strymon vanuit de akropolis van Amphipolis

Philippus begon Amphipolis te belegeren in 357 voor Christus; de Amphipolitiërs, die afstand deden van hun anti-Atheense beleid deden prompt een beroep op Athene, waarbij ze hen aanboden om terug onder hun controle te komen. Maar tijdens het beleg zond Philippus een brief naar Athene waarin hij zei dat hij de stad aan hen zou geven eens hij haar zou veroverd hebben (zo leek hij hetzelfde beleid te gebruiken als in 359 v.Chr.). De Atheners wachtten om te zien of hij zijn belofte zou nakomen. Het is ook mogelijk dat de Atheners Amphipolis gewoon niet konden helpen. Tijdens de zomermaanden blies er een sterke noordelijke wind in de Egeïsche Zee, waardoor het moeilijk was voor de Atheners om schepen te zenden naar het noorden. Philippus zou veel gebruik maken van die winden, want hij hield zijn veldtochten tijdens deze maanden (of in de winter), wanneer de Atheense vloot geen hulp zou kunnen sturen naar zijn vijanden.
Het lijkt erop dat de Atheners Philippus Pydna hadden willen geven in ruil voor Amphipolis, misschien tijdens de latere stadia van het beleg, maar het is niet duidelijk of Philippus hiermee akkoord ging. Op dit moment brak de Bondgenotenoorlog van 357-355 v.Chr. uit tussen Athene en haar bondgenoten, en ze zouden nu niet kunnen tussenbeide komen om Amphipolis te helpen. Philippus kon uiteindelijk de muren van Amphipolis breken, dankzij het gebruik van belegeringswerktuigen en stormrammen; toen stormde zijn leger de stad binnen en veroverden Amphipolis. Philippus verdreef hierna degenen die zich vijandig tegenover hem gedroegen, maar behandelde de rest van de bevolking volgens Diodorus goed.

### Pydna en Potidea (357–356 v.Chr.)
Tijdens het beleg van Amphipolis begon de Chalkidische Bond, geleid door Olynthos Philippus' territoriale ambities te vrezen (omdat Amphipolis ook de toegang tot Chalcidice controleerde), en wilden zich daarom aansluiten bij Athene om hem te weerstaan. Maar de Atheners hoopten nog steeds om Amphipolis te verkrijgen van Philippus en weigerden daarom. Philippus zelf vreesde een alliantie van de machtige Chalkidische Bond en Athene, en probeerde daarom de Chalkidiërs gerust te stellen door hen een bondgenootschap voor te stellen op zeer voordelige voorwaarden. Als deel van de overeenkomst met Olynthos moest Philippus de stad Potidaea veroveren. Potidaea was op dit moment onder controle van Athene, en was daarom een grote bedreiging voor de stabiliteit van de Bond.
Philippus had niet de bedoeling om Amphipolis aan de Atheners te geven, maar deed alsof hij enkel de overhandiging van de stad vertraagde. Het lijkt erop dat hij, nadat hij Amphipolis had veroverd, onmiddellijk Pydna ging belegeren. De Atheners, die misschien nog steeds hoopten om Amphipolis te krijgen als ze Philippus toelieten om Pydna te veroveren, probeerden er niet tussen te komen (of konden gewoon niet). Het lijkt erop dat Pydna in Philippus' handen viel door verraad, in ofwel 357 of 356 voor Christus.
In 356 v.Chr. belegerde Philippus Potidaea en veroverde de stad, wat het begin markeerde van echte vijandigheden tegen Athene. Zoals beloofd gaf hij Potidaea over aan de Olynthiërs, en liet hij het Atheense garnizoen vrij terugkeren naar Athene, want hij wilde de Atheners niet te veel uitdagen. De Atheners waren op dit moment nog bezig met de Bondgenotenoorlog, en konden niet Philippus' daden tegen Potidaea en Pydna tegenhouden.

### Alliantie tegen Philippus (356–352 v.Chr.)

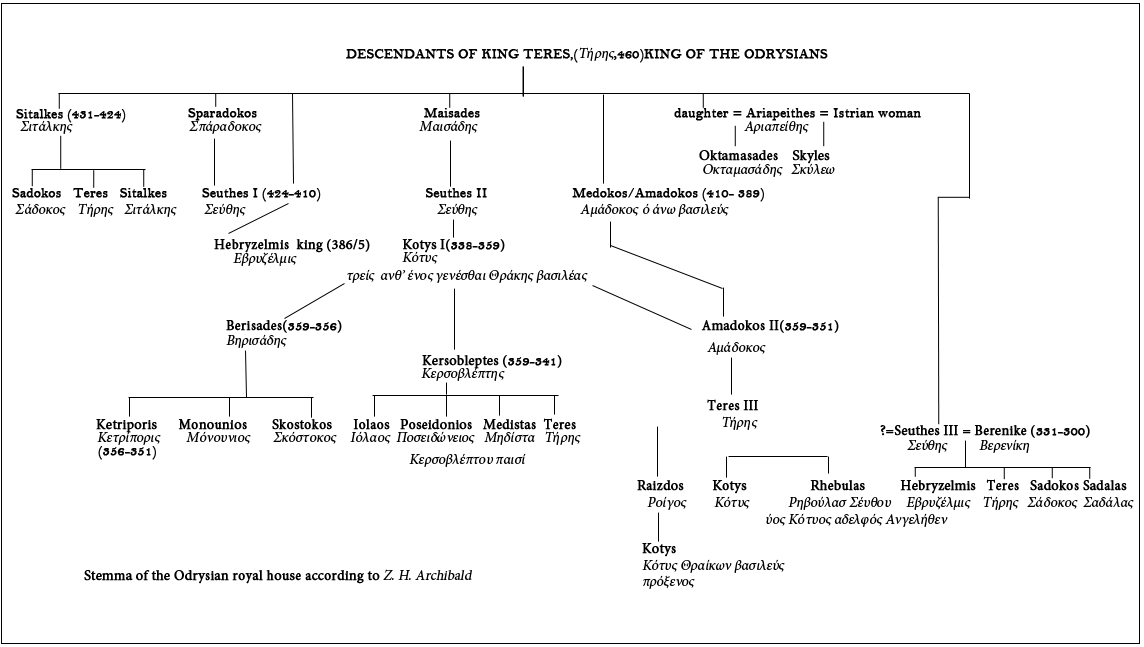
Stamboom van de Odrysische koningen van Thracië.

In 356 v.Chr. sloten de Atheners zich aan bij de koningen van Illyrië, Paionië en Thracië, om zijn gebiedsuitbreiding tegen te gaan. Thracië was op dat moment geregeerd door drie koningen, afstammelingen van Cotys; in het westen was Ketriporis, de zoon van Berisades (Cotys' tweede zoon); in het centrum was het Amadokos II (Cotys' derde zoon), en in het oosten was het Kersebleptes (Cotys' eerste zoon). Of Athene zich aansloot bij alle drie de koningen is onderwerp van discussie; het is wel zeker dat ten minste Ketriporis zich bij de Atheners aansloot. Als Kersebleptes zich zou aangesloten hebben bij Athene, lijkt het erop dat hij zijn al snel het bondgenootschap van zich af had geworpen, omdat hij zijn grondgebied zo kon uitbreiden ten koste van Amadokos en Ketriporis.
Volgens Diodorus marcheerde Philippus naar zijn vijanden in het bondgenootschap voor ze de kans hadden om hun legers bij elkaar aan te sluiten, en dwong hen om een bondgenootschap van Macedonië te worden in plaats daarvan. Maar andere bronnen suggereren dat het eigenlijk veel complexer was, en dat Philippus op zijn beurt elke vijand afzonderlijk moest verslaan in de volgende jaren, met uitzondering van Athene.
Volgens Plutarchus versloeg een leger onder Parmenion de Illyrische koning Grabos in 356 voor Christus, kort na de uitkomst van het beleg van Potidaea. Toen werd Grabos een onderworpen bondgenoot van Macedonië. Het volgende jaar lijkt het erop dat Philippus Ketriporis had verslagen, en ook hem tot een onderworpen bondgenoot maakte, hoewel de informatie over deze veldtocht erg beperkt is. Er wordt ook verondersteld dat Philippus de Paioniërs tijdens deze periode heeft verslagen, ook al is er geen expliciet relaas hierover. Er is geen bewijs dat iemand van deze bondgenoten hulp kreeg van Athene, dat nog steeds bezig was met de Bondgenotenoorlog.

### Krinides (356 v.Chr.)
In 356 voor Christus, terwijl Parmenion zijn veldtocht tegen de Illyriërs hield, hield Philippus een veldtocht in Thracië, en veroverde het dorp Krinides, dat gesticht was door Thasos in 360 voor Christus. Hij veranderde de naam in Philippi, naar zichzelf, en vergrootte de populatie sterk. Hij vergrootte ook het aantal goudmijnen in het gebied, waarvan de effecten beschreven worden door Diodorus: 

Nadat hij zich gewend had tot de goudmijnen in het gebied, die vroeger zeer schaars en onbelangrijk waren, vergrootte hij hun productie zo sterk dat ze hem een opbrengst van meer dan duizend talenten opbrachten. En omdat hij dankzij deze mijnen al snel een fortuin had verzameld, kon hij het Macedonische koninkrijk naar een steeds grotere superieure positie brengen, want met de gouden munten die hij sloeg, die bekend werden als Philippeioi, kon hij een groot leger huurlingen op de been brengen, en door dit geld te gebruiken kocht hij vele Grieken om om hun geboorteland te verraden.
— Diodorus Siculus, XVI.8

 De verovering van Krinides was dus, op lange termijn, een zeer belangrijke gebeurtenis in Philippus' klim naar de macht.

### Maroneia en Abdera (ca. 355 v.Chr.)
Polyaenus verhaalt dat Philippus de steden Abdera en Maroneia, bij de kust van Thracië, aanviel en plunderde. Dit gebeurde tijdens een enkele veldtocht, maar Polyaenus zegt niet wanneer dit gebeurde. Diodorus vermeldt deze veldtocht niet, waardoor het moeilijk wordt om deze gebeurtenis in de tijd te plaatsen.
Buckler suggereert het volgende: volgens de Atheense politicus Demosthenes ontmoette Philippus Kersebleptes te Maironeia, samen met de Thebaanse generaal Pammenes, en kwam tot een overeenkomst met Philippus; verder, zegt hij dat Amadokos vijandig was tegenover Philippus op dat moment. Demosthenes zegt dat de Atheense generaal Chares schreef over de samenkomst tussen Philippus, Pammenes en Kersebleptes; en Polyaenus zegt dat na Philippus veldtocht in Maroneia Chares Philippus' vloot in een hinderlaag aanviel bij de kust van Neapolis in Chalcidice. Omdat het vermeld wordt dat Neapolis hulp vroeg aan Athene tegen Philippus in 355 v.Chr. is het goed mogelijk dat al deze gebeurtenissen plaatsvonden in 355 voor Christus. Het is niet volledig duidelijk wat de aanleiding was voor de samenkomst tussen Philippus en Kersebleptes; Buckler suggereert dat Philippus en Kersebleptes overeenkwamen om Thracië tussen hen te verdelen, waarbij hij Kersebleptes toeliet om andere Thracische koningen aan te vallen (om het Thracische koninkrijk te herenigen), en waarbij Philippus ergens anders veldtochten kon houden.
In tegenstelling tot Buckler zeggen Cawkwell en Sealy dat de veldtocht van Maironeia plaatsvond in 353 voor Christus (ook al is er geen expliciet bewijs). De veldtocht van Maironeia kan daarom deel uitgemaakt hebben van de veldtocht die Philippus had gehouden tegen Ketriporis (waarschijnlijk 355 v.Chr.), of de veldtocht tegen Amadokos (waarschijnlijk 353 v.Chr.).

### Beleg van Methone (ca. 354 v.Chr.)
De chronologie van de activiteiten in Griekenland tijdens de jaren 355-352 v.Chr. is niet volledig duidelijk (zie hieronder). Philippus begon zeker Methone, het laatste Atheense bezit in Macedonië, te belegeren tijdens deze periode, maar verschillende historici kiezen verschillende data voor het beleg. Er zijn twee hoofdtheorieën, ofwel 355-354 voor Christus, dat voorgetrokken wordt door bijvoorbeeld Buckler, of 354-353 voor Christus, dat voorgetrokken wordt door Cawkwell.
Philippus begon het beleg, maar werd gefrustreerd bij zijn pogingen om het te veroveren, en het beleg duurde bijna een jaar. Tijdens deze periode waren er twee mislukte Atheense pogingen om de stad te ontzetten. Philippus verloor een oog tijdens dit beleg toen hij geraakt werd door een pijl. Ondanks het feit dat de verdedigers hem deze verwonding hadden toegebracht, kwam hij uiteindelijk tot de overeenkomst dat de burgers van Methone elk met een kledingstuk mochten vertrekken als ze de stad aan hem overlieten. Buckler suggereert dat deze kleine overeenkomst het resultaat kan geweest zijn van het Thessalische verzoek om tussenbeide te komen in de Heilige Oorlog; omdat Philippus deze kans niet wilde missen, wilde hij het beleg zo snel mogelijk beëindigen.

### Overzicht tot ca. 354 v.Chr.
Tegen 354/3 voor Christus, in slechts 5 jaar na zijn troonsbestijging, had Philippus Macedonië verenigd en het in een dominante macht in Noord-Griekenland veranderd. Hij had de Atheense invloed in de regio volledig gereduceerd, en was bondgenoot van de andere belangrijke Griekse macht in de regio, de Chalkidische Bond. Hij had zich ondertussen toegang tot de Egeïsche Zee verschaft, wat voor Macedonië een eeuwenoud probleem was geweest, omdat geschikte plaatsen volledig in beslag genomen waren door Griekse kolonisten in de Archaïsche periode. Verder had hij het leger herzien en hertraind, dat nu gehard was door de strijd, en hij had nu veel geld om zijn troepen te betalen.
Deze grote stijging in macht van Macedonië was deels dankzij Philippus' uitzonderlijke militaire en diplomatische vaardigheden. Maar het was ook deels te wijten aan de verzwakte staat waarin de belangrijkste machten in Griekenland verkeerden. Sparta was nooit hersteld van Epaminondas' bevrijding van Messenië, terwijl Thebe op haar beurt nog steeds verzwakt was door de dood van de legerleider en de nasleep van de slag bij Mantinea. Athene, zoals hierboven beschreven, was verwikkeld in een oorlog met haar bondgenoten; in 355 v.Chr. konden de Atheners tot een vredesverdrag komen, maar hierdoor werden velen van hun vroegere bondgenoten onafhankelijk, waardoor de Atheense macht sterk verzwakt werd. Hoewel deze grootmachten Philippus' acties bestreden, hadden ze te veel andere problemen om tussenbeide te komen; Philippus werd dus niet tegengehouden tot 354 voor Christus.

## Thessalië en de Heilige Oorlog (356–352 v.Chr.)

### Achtergrond
De Derde Heilige Oorlog (dikwijls gewoon 'de' Heilige Oorlog genoemd) brak uit in 356 v.Chr. en zou ervoor zorgen dat Philippus zijn eerste mogelijkheid kreeg om zijn invloed uit te breiden naar de zaken in Centraal en Zuid-Griekenland. De oorlog was vooral veroorzaakt door de weigering van de Phokische Confederatie om een boete te betalen die hen opgelegd was in 357 v.Chr. door de Amphictioniërs, een pan-Griekse religieuze organisatie die de meest heilige plaats in Griekenland regeerde, de tempel van Apollo in Delphi. Achter dit religieuze element gebruikten ze de Realpolitik om geld te vragen van de Phokiërs, waarvoor de Thebanen hen hadden aangespoord. Op dit moment controleerde Thebe het grootste deel van de raad van Amphictionie, en in de herfst van 357 v.Chr. hadden ze zowel de Phokiërs (voor het feit dat ze hun gewassen verbouwden in het 'heilige land') en de Spartanen (voor het feit dat ze 25 jaar daarvoor Thebe hadden bezet) beboet. Omdat de boetes voor beide partijen "ongerechtvaardigd hard" waren, verwachtten de Thebanen waarschijnlijk dat geen enkele partij zou betalen, en daardoor konden ze aan hen beiden dus een "Heilige Oorlog" verklaren.

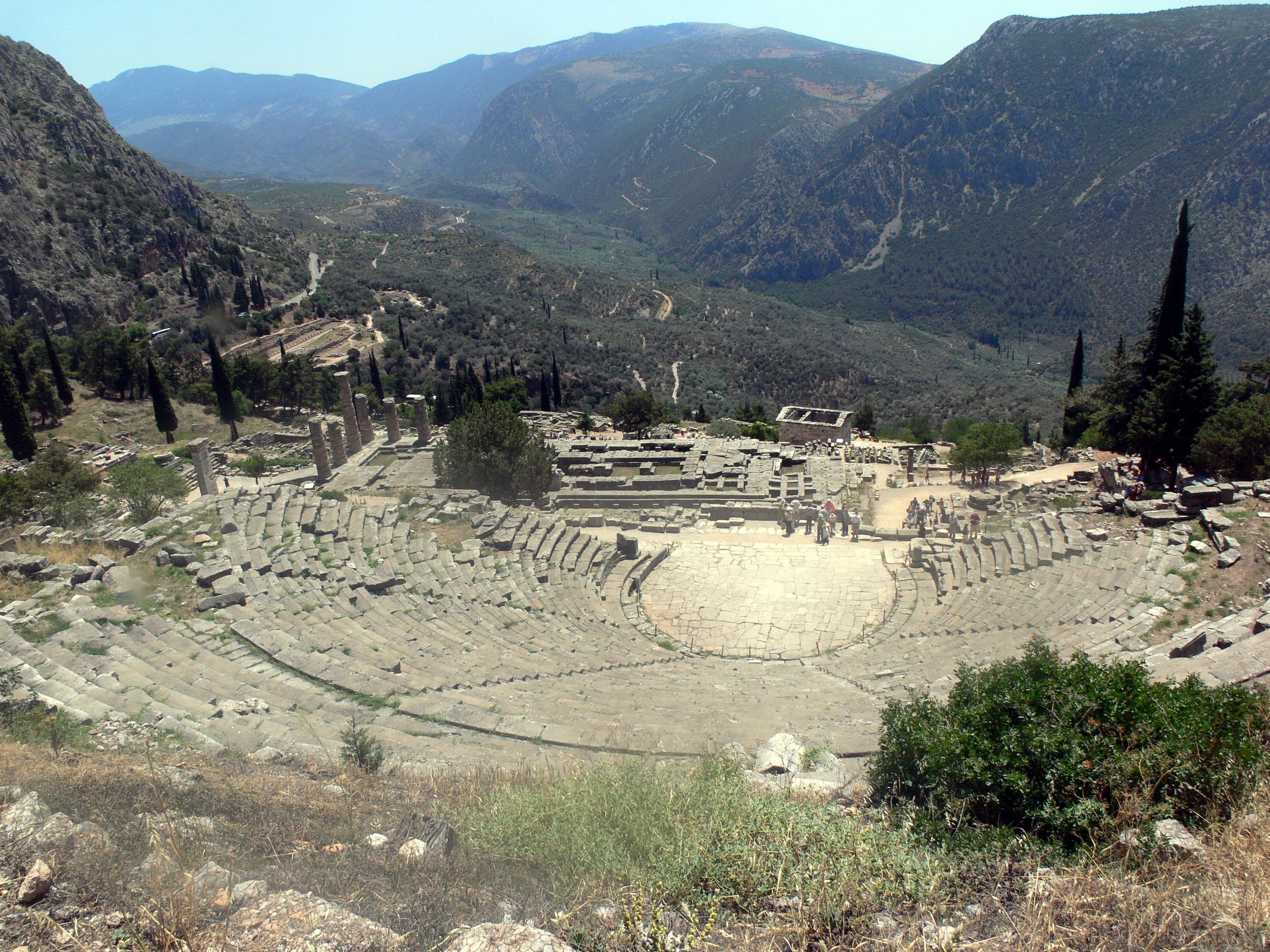
De ruïnes van Delphi.

Als antwoord veroverden de Phokiërs, onder leiding van Philomelos, Delphi (dat binnen de grenzen van Phokis lag), en beweerden dat de stad voor de Phokiërs was, en niet voor amphictionie, waardoor ze ook de boete konden vermijden. Het lijkt erop dat de Grieken wel sympathie hadden voor de Phokiërs, omdat de andere staten hadden gezien dat de Thebanen Amfictionie gebruikten om wraakacties uit te voeren. De Phokiërs werden geholpen door de Atheners (eeuwige vijanden van Thebe) en onverrassend Sparta, die ook hoopten dat hun boete kon geannuleerd worden als ze de Phokiërs zouden helpen. Philomelos plunderde de schatkist van Apollo echter om zijn huurlingen te kunnen betalen en dus een sterk leger op de been te brengen, maar hierdoor veranderde hij ook het aanzien van Phokis ten opzichte van de andere Griekse stadstaten. In de winter van 356/5 v.Chr. werd er een "Heilige Oorlog" tegen de Phokiërs verklaard door Amfictionie, met de Thebanen als belangrijkste spelers. De oorlog startte relatief goed voor de Phokiërs, maar de Thebanen brachten de Phokiërs daarna een zware nederlaag toe bij Neon in 355 of 354 v.Chr., en Philomelos werd gedood. Onverschrokken nam Onomarchus het leiderschap over de Phokiërs over, en ronselde nieuwe huurlingen om de oorlog tegen de Thebanen te kunnen volhouden.

### Chronologie van de Heilige Oorlog
De antieke bronnen over de Heilige Oorlog zijn schaars, en hebben over het algemeen geen goede chronologische informatie. Daarom worden de data in de oorlog gegeven door moderne historici sterk betwist, met geen duidelijke overeenkomst. Het wordt geaccepteerd dat de oorlog tien jaar lang duurde, en eindigde in de zomer van 346 v.Chr. (een van de enige duidelijke data), waardoor het begin van de oorlog in 356 v.Chr. moet geweest zijn, toen Philomelos Delphi veroverde. Na Philomelos' nederlaag in Neon dachten de Thebanen dat het veilig was om generaal Pammenes naar Azië te sturen met 5.000 hoplieten; zoals het is besproken kwam Pammenes waarschijnlijk Philippus tegen in 355 voor Christus, waarschijnlijk bij zijn reis naar Azië. Buckler, de enige historicus die een systematische studie over de Heilige Oorlog heeft, plaatst Neon daarom in 355 v.Chr. en suggereert dat Philippus na de ontmoeting met Pammenes Methone begon te belegeren. Andere historici plaatsen Neon in 354 voor Christus, omdat Diodorus zegt dat de slag plaatsvond terwijl Philippus Methone belegerde, wat Diodorus (op een bepaald moment) in 354 v.Chr. plaatst. Maar Diodorus' chronologie voor de Heilige Oorlog is zeer verward -hij plaatst het begin en het einde van de oorlog een jaar te laat, zegt soms dat de oorlog 9 jaar duurde, soms 10 jaar, soms 11 jaar, en plaatste het beleg van Methone tweemaal onder verschillende data - en daarom kan er niet op hem vertrouwd worden.
De data buiten beschouwing gelaten komen de meeste historici overeen hoe de gebeurtenissen in dit deel van de Heilige Oorlog elkaar opvolgden. De belangrijkste vraag is daarom wanneer hij startte. Daarom plaatst Buckler (net zoals Beloch en Cloche) Neon in 355 voor Christus, Methone in 355-4 voor Christus, Philippus' eerste Thessalische veldtocht in 354 v.Chr. en zijn tweede in 353 voor Christus. Andere historici, waaronder Cawkwell, Sealey en Hammond, plaatsen deze data een jaar later, waardoor ze Neon dus in 354 v.Chr. plaatsen.

### Eerste veldtocht in Thessalië
De Heilige Oorlog zorgde ervoor dat Philippus een nieuw conflict kreeg met Thessalië. De Thessalische Confederatie was in het algemeen een aanhanger van Amfictionie, en hadden een vete met de Phokiërs. Omgekeerd sloot Pherae een bondgenootschap met de Phokiërs. In ofwel 354 of 353 v.Chr. deden de Aleuadae een beroep op Philippus om hem te vragen om Pherae te helpen verslaan. Philippus antwoordde dat hij dit zou doen, misschien niet erg verrassend. 

De strubbelingen tussen Pherae en haar buren gaven Philippus veel mogelijkheden. De chronische politieke instabiliteit van het gebied en de hulp van de Thessalische Confederatie zorgden ervoor dat er geen verenigde tegenstanders zouden zijn voor Philippus' ambities. De Thessaliërs gaven Philippus dezelfde mogelijkheid die ze aan Pelopidas en de Thebanen hadden gegeven in 369 voor Christus.
— John Buckler, p.64

Philippus bracht dus een leger naar Thessalië, waarschijnlijk met de bedoeling om Pherae aan te vallen. Onder de voorwaarden van hun bondgenootschap vroeg Lycophron van Pherae hulp van de Phokiërs, en Onomarchus stuurde zijn broer, Phayllos, met 7.000 man troepen naar de stad. Maar Philippus kon dit leger terugdrijven voor het zich kon aansluiten bij het leger uit Pherae. Toen hief Onomarchus het beleg van de stad die hij aan het belegeren was op, en bracht zijn gehele leger naar Thessalië om Philippus aan te vallen. Het is mogelijk dat Onomarchus hoopte om Thessalië ondertussen te veroveren, wat zowel ervoor zou zorgen dat de Thebanen geïsoleerd zouden worden (Locris en Doris waren al in de handen van de Phokiërs gevallen) en zou ervoor zorgen dat de Phokiërs het belangrijkste deel in de raad van amphictionie zouden krijgen, waardoor ze in staat zouden zijn om andere staten oorlogen te verklaren die gerechtvaardigd zouden kunnen worden. Onomarchus bracht mogelijk 20.000 man infanterie, 500 man cavalerie en een groot aantal katapulten met zich mee, waardoor hij een groter leger had dan Philippus. De exacte details van de veldtocht die volgde zijn onduidelijk, maar het lijkt erop dat Onomarchus Philippus twee nederlagen heeft toegebracht, waardoor er vele Macedoniërs werden gedood. Polyaenus suggereert dat de eerste overwinning van Onomarchus behaald werd door het gebruik van de katapulten die stenen gooiden in de Macedonische falanx, terwijl ze een helling beklommen om de Phokiërs aan te vallen. Na deze nederlagen trok Philippus zich terug naar Macedonië voor de winter. Hij zou gezegd hebben "dat hij niet wegliep, maar hij zich terugtrok om als een stormram harder terug te komen".

### Tweede veldtocht in Thessalië
Philippus keerde terug naar Thessalië in de volgende zomer (ofwel in 353 of 352 voor Christus, afhankelijk van de gebruikte chronologie), nadat hij een nieuw leger had verzameld in Macedonië. Philippus vroeg aan de Thessaliërs om hem bij te staan in de oorlog tegen de Phokiërs; de Thessaliërs, ook al onderschatten ze Philippus nu door de mislukte veldtocht van het vorige jaar, hadden weinig keuze om dit te accepteren als ze niet veroverd wilden worden door Onomarchus' leger. Philippus verzamelde nu alle Thessaliërs om ze in zijn leger op te nemen, en volgens Diodorus telde zijn leger nu 20.000 man infanterie en 3.000 man cavalerie.

#### Pagasae
Op een moment tijdens zijn veldtochten in Thessalië veroverde Philippus de strategische haven Pagasae, dat eigenlijk de haven van Pherae was. Het is onduidelijk of dit tijdens de eerste of tweede veldtocht was; zowel Buckler als Cawkwell suggereren dat dit plaatsvond tijdens de tweede veldtocht, voor de slag bij de Krokusvelden. Door de verovering van Pagasae kon Philippus een mogelijke versterking van Pherae vanuit zee tijdens deze tweede veldtocht realiseren. Buckler suggereert dat Philippus deze les had geleerd van de vorige veldtocht, en wilde Pherae afsnijden van de buitenwereld voor hij het zou aanvallen.

#### Slag op het Krokusveld

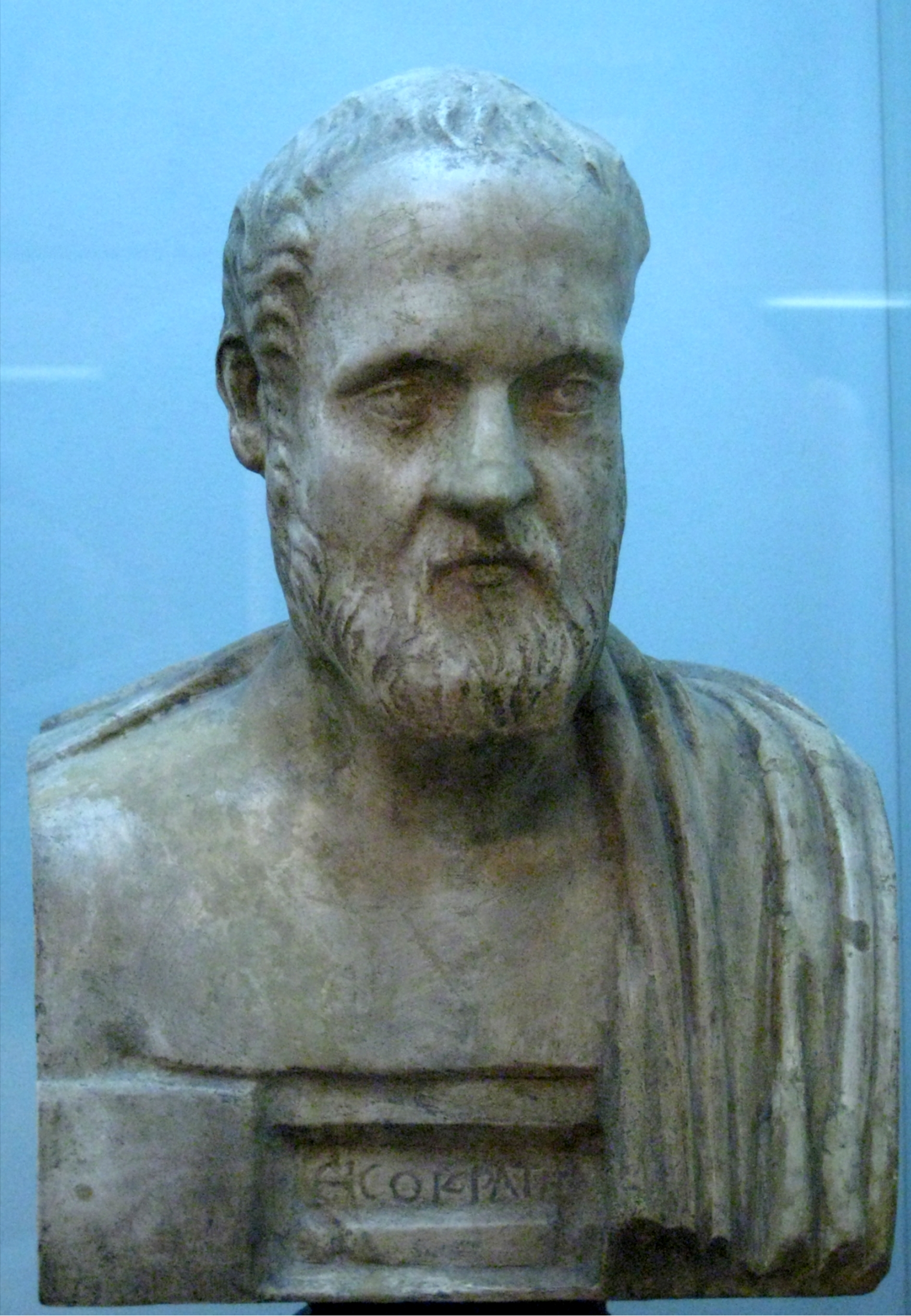
Buste van Isocrates.

Ondertussen keerde Onomarchus terug naar Thessalië om de Phokische invloed daar te kunnen behouden, met ongeveer hetzelfde leger als dat van het vorige jaar. Verder stuurden de Atheners Chares om hun Phokische bondgenoten te helpen, omdat ze de mogelijkheid zagen om Philippus een beslissende nederlaag toe te brengen. De daaropvolgende gebeurtenissen zijn onduidelijk, maar er werd slag geleverd tussen de Macedoniërs en de Phokiërs, waarschijnlijk toen Philippus probeerde om te voorkomen dat de Phokiërs zich aansloten bij het leger van Pherae, en, wat misschien nog belangrijker is, voordat de Atheners zouden aankomen. Volgens Diodorus streden de twee legers tegen elkaar op een grote vlakte bij de zee (de 'Krokusvelden'), waarschijnlijk dicht bij Pagasae. Philippus zond zijn mannen in de strijd met op zijn hoofd een laurierkrans, het symbool van Apollo, "alsof hij de wreker was van heiligschennis, en hij ging naar het slagveld onder leiding van, zoals het leek, de god" (Justinus, VIII.2). Enkele van de Phokische huurlingen gooiden waarschijnlijk hun wapens neer, omdat ze dachten dat Apollo hen zou straffen voor hun misdaden. In de slag, de bloedigste die opgenomen werd in de Oud-Griekse geschiedenis, behaalde Philippus een beslissende overwinning tegen de Phokiërs. Er werden in totaal 6.000 Phokiërs gedood, waaronder Onomarchus, en er werden ook 3.000 gevangenen gemaakt. Onomarchus werd ofwel verhangen of gekruisigd en de andere gevangenen werden verdronken, wat de rituele straf was voor tempeldieven. Deze straffen werden uitgevoerd om degenen die de straf ondergaan hadden een eervolle begrafenis te ontzeggen; Philippus bleef zich dus voordoen als de toegewijde wreker van de heiligschennis die de Phokiërs hadden gepleegd. Buckler vermeldt dat "het niet automatisch mag worden aangenomen dat een massale verdrinking de Griekse wereld zou schokken. Zelfs de zachtaardige Isocrates vond dat de Phokiërs beter af waren dan levend; De straf was inderdaad vreselijk, maar het was ook volledig in overeenstemming met Philippus' rol als kampioen van Apollo."

#### Reorganisatie van Thessalië
Het was waarschijnlijk in de nasleep van deze overwinning (als het er al niet voor was) dat de Thessaliërs Philippus aanstelden als Archont van Thessalië. Dit was een aanstelling voor het leven, en gaf Philippus de controle over alle inkomsten van de Thessalische Confederatie, en maakte Philippus verder ook leider van het verenigde Thessalische leger.
Philippus kon Thessalië nu gemakkelijk reorganiseren. Hij beëindigde waarschijnlijk eerst het beleg van Pagasae, om de Atheners een landingsplaats in Thessalië af te pakken. Pasagae maakte geen deel uit van de Thessalische Confederatie, en daarom veroverde Philippus het voor zichzelf, en legerde er een garnizoen in. Door de val van Pagasae was Pherae nu volledig geïsoleerd. Lycophron kwam tot een overeenkomst met Philippus, omdat hij niet hetzelfde lot wilde ondergaan als Onomarchus, en gaf Pherae over aan Philippus. Hij mocht samen met 2.000 van zijn huurlingen terugkeren naar Phokis. Philippus probeerde nu de traditioneel twistzieke steden van Thessalië te verenigen onder zijn leiding. Hij nam de onmiddellijke controle over verschillende steden in West-Thessalië, waarbij hij zijn tegenstanders verbande, en in een geval de stad opnieuw stichtte met Macedoniërs om hem te bevolken. Hij versterkte zijn controle over Perrhaebia, en viel Magnesia binnen, waarbij hij het kon veroveren en er een garnizoen kon plaatsen; "Toen hij klaar was, was hij de heer van Thessalië." (Buckler, p. 80)

#### Thermopylae
Eens tevreden over zijn reorganisatie van Thessalië marcheerde Philippus zuidwaarts naar de pas van Thermopylae, een poort naar Centraal-Griekenland. Hij probeerde waarschijnlijk om voordeel te halen van zijn overwinning over de Phokiërs door Phokis zelf binnen te vallen, een vooruitzicht dat de Atheners ten zeerste bezorgde, omdat eens hij Thermopylae zou gepasseerd zijn, hij ook naar Athene kon marcheren. De Atheners stuurden daarom een leger naar Thermopylae en bezetten de pas; er is wat discussie of er ook andere contingenten zich ook bij de Atheners hadden aangesloten te Thermopylae. De Atheners waren er zeker, omdat de Atheense orator Demosthenes de verdediging van de pas vierde in een van zijn toespraken. Cawkwell suggereert dat het Atheense leger hetgene was waar Diodorus over zegt dat het datgene was dat onder leiding van Nausikles met 5.000 man infanterie en 400 cavalerie was gestuurd, en dat later werd gesteund door de overblijfselen van de huurlingen van Phokis en Pheraea. Maar Buckler beweert dat Diodorus nooit Thermopylae vermeldde, en het leger onder Nausikles enkel gezonden werd om de Phokiërs het volgende jaar te helpen; hij gelooft in plaats daarvan dat een ander Atheens leger de pas bezette. Hoewel het mogelijk kan geweest zijn om de pas stormenderhand in te nemen, probeerde Philippus niet om dit te doen, omdat hij geen nederlaag wilde riskeren na zijn grote successen in Thessalië.

### Overzicht tot 352 v.Chr.

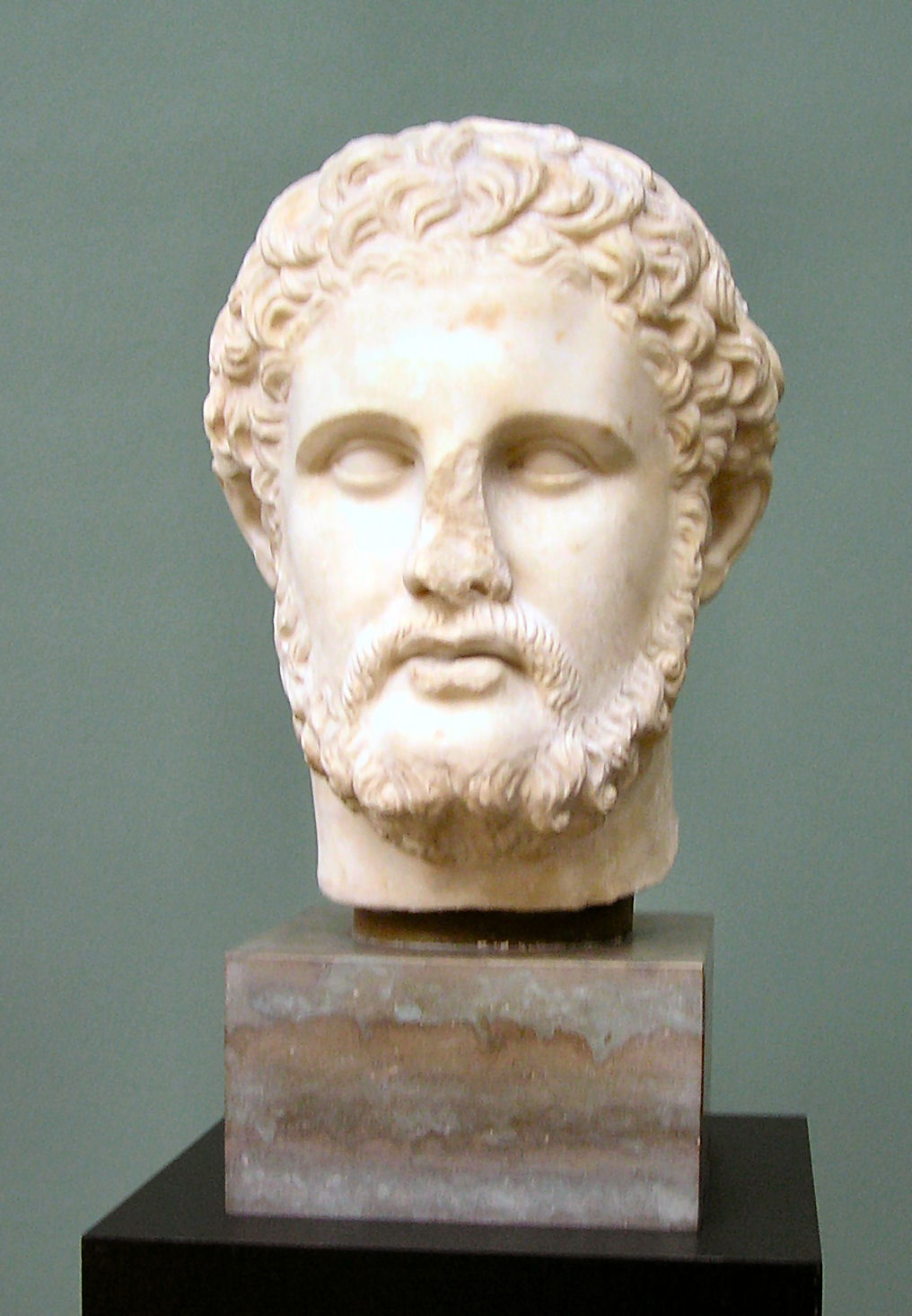
Een buste van Philippus II uit de Hellenistische periode.

Cawkwell beschrijft 352 v.Chr. als Philippus' annus mirabilis. Zijn aanstelling tot het opperste bevel in Thessalië was een belangrijke toename in zijn macht, waardoor hij een geheel nieuw leger erbij kreeg. Zijn acties als de wreker en redder van Apollo werden gebruikt om sympathie onder de Grieken te verkrijgen. Als resultaat van Philippus' toegenomen macht en invloed suggereert Worthington dat tegen 351 v.Chr. Philippus al niet te stoppen meer was om de controle over Griekenland te verkrijgen.

#### Strategische situatie
De patstelling te Thermopylae toonde de toekomstige richting van het conflict tussen Philippus en de Atheners. Athene was een belangrijke macht op zee, terwijl Macedonië geen echte vloot had. Omgekeerd had Macedonië een zeer sterk leger, vooral na de toevoeging van de Thessaliërs na 352 voor Christus, waar Athene helemaal niets kon tegen inbrengen. Daarom konden de Atheners voorkomen dat Philippus Athene over zee zou aanvallen, maar niet over land behalve als ze Thermoylae op tijd zouden kunnen bezetten. De pas was nauw genoeg om het aantal troepen irrelevant te maken, en het zou enkel kunnen gepasseerd worden met grote moeilijkheden, wat betekende dat Athene daar Philippus zou kunnen weerstaan. Daarom werd Thermopylae de belangrijkste plaats tijdens dit conflict. De Atheners begonnen zich ook te realiseren dat ze Amphipolis niet zouden kunnen terugkrijgen, of Philippus zouden kunnen verslaan, waardoor ze in het defensief werden gedwongen; zoals Demosthenes zei: "De oorlog diende in het begin om wraak te nemen op Philippus, nu bij zijn einde om niet te lijden door Philippus' handen. Vanuit Philippus' standpunt kon hij ongehinderd acties uitvoeren in de noordelijke Egeïsche Zee omdat hij Amphipolis had bezet, vooral als hij zijn campagnes hield tijdens de Etesische winden, of in de winter, toen de Atheense vloot weinig kon doen om hem te stoppen. Hij kon echter niet gemakkelijk Griekenland binnenmarcheren, om Athene bijvoorbeeld aan te vallen, zolang Thermopylae bezet werd door zijn tegenstanders.

## Thracië (353–352 v.Chr.)
De meeste historici zijn het erover eens dat Philippus zijn veldtochten in Thracië hield in het jaar 353 voor Christus, maar wat hij er exact mee bereikt heeft blijft stof voor discussie. Zoals al vermeld is geweest hierboven plaatsen sommigen Maroneia en Abdera in 353 voor Christus. Anderen suggereren dat Philippus in deze veldtocht waarvan de details onbekend zijn de Centraal-Thracische koning, Amadokos, versloeg, waardoor hij hem een onderworpen bondgenoot maakte. Omdat de veldtocht van Maroneia en Abdera had plaatsgevonden in Amadokos' grondgebied lijkt het aannemelijk dat Philippus zijn veldtochten tegen Amadokos hield in 353 voor Christus.
In het vroege deel van 352 v.Chr. vonden er verschillende belangrijke gebeurtenissen plaats in of rond Thracië die Philippus' invloed in de regio ondermijnden. De Atheense generaal Chares veroverde Sestos, op de Thracische Chersonesos vroeger in dat jaar, waarbij hij de stad waarschijnlijk afnam van Kersebleptes. De Atheners hadden al een lange tijd interesse in de Chersonesos voor strategische redenen, en het had een belangrijk deel van hun 'Rijk' gevormd in de 5de eeuw voor Christus. Ten eerste was Athene erg afhankelijk van de import van graan vanuit Kimeria; als ze de Chersonesos controleerden zou dit helpen om ervoor te zorgen dat de voedselvoorraden veilig zouden kunnen passeren door de Hellespont. Ten tweede werd de Chersonesos gebruikt door de Atheners om er kolonies te stichten, vooral in de vorm van Klerouchiai, kolonies die niet onafhankelijk waren van hun moederstad. Na de verovering van Sestos sloot Kersebleptes, die zich tot nu toe tegen de Atheense pogingen om de Chersonesos te heroveren verzet had, een vredesverdrag met de Atheners. Hij was nu waarschijnlijk bezorgd door Philippus' invloed in de regio, en wilde dus een bondgenoot van Athene worden, waarbij hij hen de controle gaf over alle steden van de Chersonesos uitgezonderd Cardia. Verder lijkt het erop dat de Chalkidische Bond zich ook tegen Philippus gekeerd had in 352 voor Christus, waarschijnlijk ook bezorgd door diens acties in hun grondgebied, en wilde vrede sluiten met Athene.
Philippus hield waarschijnlijk ook veldtochten in Thracië in laat 352 voor Christus, mogelijk nadat hij teruggekeerd was naar Macedonië uit Thessalië. Op dit moment, als het er al niet voor was, versloeg Philippus Amadokos en onderwierp hem, en stootte waarschijnlijk ook Ketriporis van de troon. Tijdens deze veldtochten kwam Philippus' leger diep in Kersebleptes' grondgebied en belegerde het fort van Heraion Teichos, dat ergens bij Perinthos lag, bij de kust van de Propontis (Buckler plaatst het beleg van Heraion Teichos echter in 353 v.Chr.). Toen de Atheners hoorden dat dit fort belegerd werd, stemden ze dat er 40 triremen moesten gestuurd worden om Philippus tegen te houden. Maar toen hoorden ze dat Philippus gestorven was (of ziek was geworden), dus vertrok de ontzettingsvloot eigenlijk niet uit Athene. Het lijkt duidelijk dat Philippus daadwerkelijk ziek was geworden tijdens deze veldtocht, maar hoe deze exact eindigde is onduidelijk. Het was waarschijnlijk rond deze tijd dat Philippus Kersebleptes' zoon meenam als gijzelaar naar Pella, waardoor hij Kersebleptes' vrijheid in handelen krachtdadig inperkte.

## Olynthische Oorlog (349–348 v.Chr.)
De Chalkidische Bond had vrede gesloten met Athene in het jaar 352 voor Christus, wat duidelijk tegenstrijdig was met hun alliantie met Philippus, maar de Bond had dit gedaan uit angst voor de Macedonische macht. Cawkwell stelt dat vanaf dat moment Olynthos en de Bond gedoemd waren. Maar de volgende jaren van Philippus' heerschappij lijken zonder grote militaire acties geweest te zijn; Diodorus vermeldt geen militaire activiteiten van Philippus tot 349 voor Christus. Philippus deed ook geen verdere pogingen om tussenbeide te komen in de Heilige Oorlog, die nog verder zou woeden tot in 346 voor Christus. Ondertussen zou er wat onrust geweest zijn in Macedonië; Philippus liet een van zijn stiefbroers (zonen van Amyntas III's tweede vrouw) executeren, en twee ervan vluchtten naar Olynthos. Volgens Justinus zorgde dit voor een reden voor Philippus om Olynthos en de Chalkidische Bond aan te vallen.

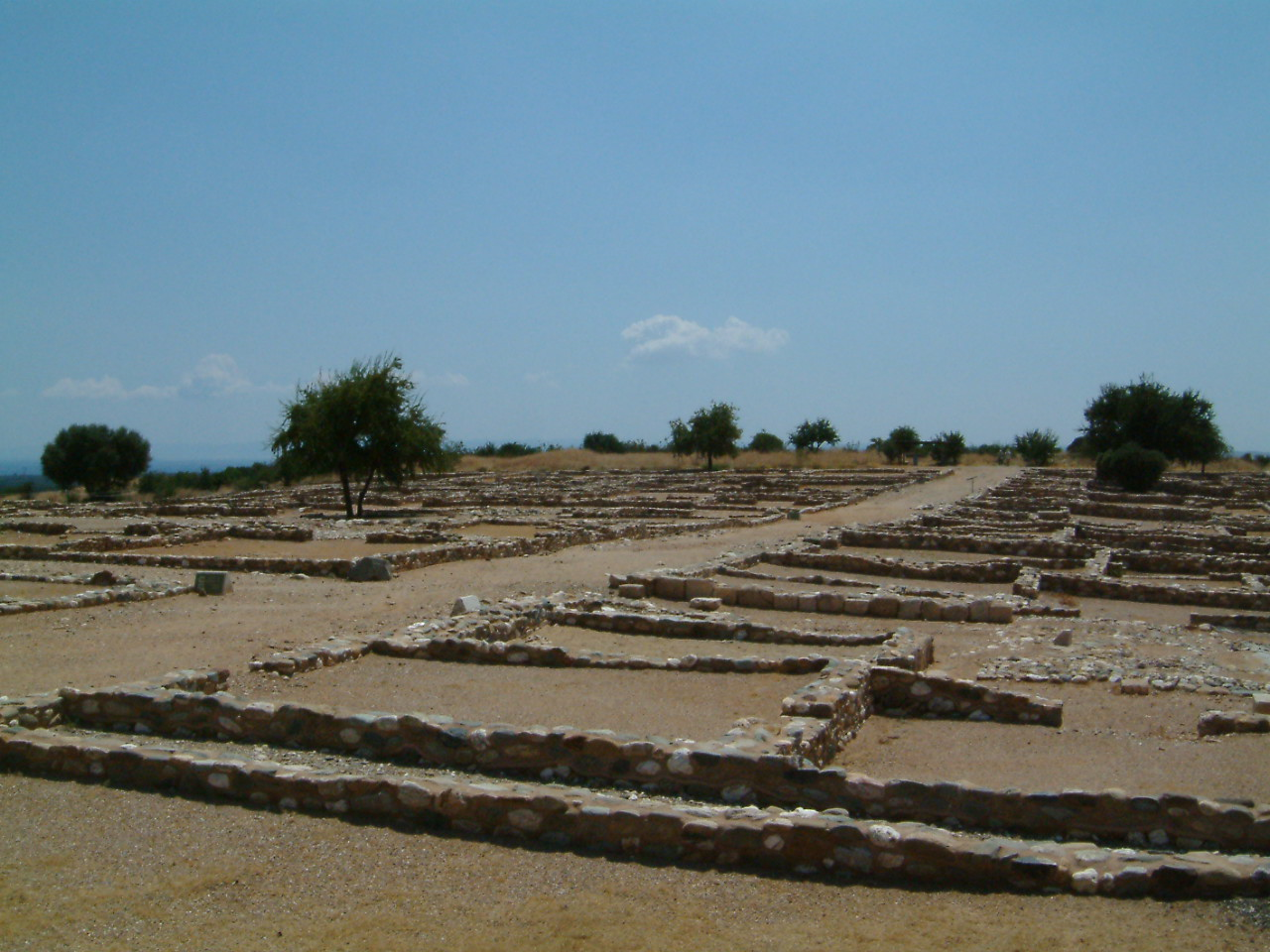
Ruïnes van het oude Olynthos.

Philippus begon zijn veldtochten tegen de Chalkidische Bond uiteindelijk in het jaar 349 voor Christus, waarschijnlijk in juli, wanneer de Etesische winden zouden voorkomen dat de Atheners hulp zouden bieden. Diodorus zegt dat hij zijn veldtocht begon door de stad Zereia (mogelijk Stageira, anders onbekend) te belegeren, te veroveren en te plunderen. Het lijkt erop dat Philippus methodisch de 32 andere steden van de Bond ging verslaan, waardoor hij ervoor zorgde dat Olynthos alleen stond. Er onderwierpen zich minstens enkele steden aan hem, waaronder Torone en Mecyberna -een klein dorp dat diende als de haven van Olynthos-, nadat ze het lot hadden gezien van de steden die hem hadden proberen te weerstaan. Tegen de lente van 348 voor Christus had de Chalkidische Bond het westelijke deel van het Chalkidische schiereiland verloren, en de Olynthiërs begonnen daarna hun vroegere grondgebied te plunderen, omdat het nu in handen van de Macedoniërs was.
Uiteindelijk, waarschijnlijk in juni van het jaar 348 voor Christus, nadat hij alle andere steden veroverd of onderworpen had, viel Philippus Olynthos aan. Volgens Diodorus waren er twee veldslagen tegen de Olynthiërs; nadat ze twee keer verslagen waren, zochten de Olynthiërs hun toevlucht in hun stad. Twee van de leiders van Olynthos, Euthycrates en Lasthenes, liepen over naar Philippus met 500 man cavalerie kort voor de Macedonische koning het beleg van Olynthos begon. Daarom stelt Diodorus dat de stad viel door verraad; er werd zeker verraad gepleegd, maar het is niet zeker of dit de reden is dat de stad werd veroverd. Hoe dan ook, tegen september was het beleg over, en de Chalkidische Bond was vernietigd. Philippus verwoestte de stad, en verkocht de overblijvende inwoners als slaven; hetzelfde lot wachtte de andere Chalkidische steden die zich niet aan hem hadden onderworpen. Toen nam Philippus Chalkidike op in het Macedonische koninkrijk, waarbij hij het land verdeelde onder zijn aanhangers.

### Athene en de Olynthische Oorlog
Toen Philippus zijn aanval in 349 v.Chr. begon, vroegen de Olynthiërs Athene om hulp. Als antwoord gaf Demosthenes een aantal redevoeringen, waarin hij de Atheners aanmoedigde om Philippus te weerstaan. De periode van 351 tot 346 v.Chr. markeert de opkomst van Demosthenes in de Atheense politiek, omdat hij leider van het Atheense verzet tegen Philippus werd. Maar het is niet zeker wanneer Demosthenes belangrijk werd; Cawkwell stelt dat door het feit dat een groot deel van de toespraken van Demosthenes is bewaard, hem belangrijker laat lijken dan hij daadwerkelijk was. Uiteindelijk beslisten de Atheners om 2.000 lichtbewapende huurlingen (in de bronnen worden ze vermeld als peltasten, ook al waren ze dat eigenlijk niet) naar Olynthos te sturen, samen met 38 triremen. Van deze triremen waren er al 30 onder leiding van Chares, toen hij zijn operaties in de noordelijke Egeïsche Zee voerde; de andere 8 werden bemand door Atheense burgers. Maar het is niet duidelijk of dit leger iets kon bereiken tegen Philippus.
Later, vroeg in het jaar 348 voor Christus, vroegen de Olynthiërs Athene opnieuw om hulp. De Atheners zonden Charidemos, een vroegere generaal van Kersebleptes die een Atheense burger was geworden, samen met 4.000 peltasten, 150 man cavalerie en 18 triremen; van de triremen waren er waarschijnlijk al 10 in zijn dienst, en de andere 8 kunnen degene geweest zijn die in 349 v.Chr. naar Chares gezonden waren. Charidemos sloot zich aan bij de Olynthiërs, en samen vielen ze het vroegere grondgebied van Olynthos aan in het westen van Chalkidike. Uiteindelijk, net voor het beleg van Olynthos begon, deden de Olynthiërs voor de laatste keer een beroep op Athene. De Atheners maakten zich klaar om een leger van burgerhoplieten te sturen, maar ze werden vertraagd door het weer, waarschijnlijk door de Etesische winden, en kwamen te laat aan om iets te kunnen bereiken.

### Euboea
Athene kon geen extra hulp zenden door de gebeurtenissen in Euboea in 348 voor Christus. Een uitblinkende politieker van Chalkis, Kallias, probeerde de inwoners van Euboea te verenigen in een nieuwe confederatie, wat onafwendbaar het einde zou betekenen van de Atheense invloed op het eiland. Dit was strategisch onacceptabel voor de Atheners. In 410 v.Chr. was de straat tussen Euboea en het vasteland, de Euripos, versmald, en daarna was er een brug over gebouwd. Als Euboea, en in het bijzonder Chalkis, niet langer gecontroleerd zou worden door Athene dan zou Philippus mogelijk Euboea kunnen binnenkomen vanuit Thessalië, en dan terug naar Boeotië keren via de brug, waardoor hij voorbij Thermopylae zou kunnen komen. Daarom was het nodig voor Athene om Euboea te behouden, als ze de strategie die ze volgden in de jaren na 352 v.Chr. wilden aanhouden.
Daarom stuurden de Atheners een expeditie naar Euboea, maar deze draaide uit in een ramp, en Athene moest een vredesverdrag sluiten met Chalkis, waardoor ze de controle over het eiland verloren. Misschien had Philippus de opstand in Euboea aangevuurd, maar het is mogelijk dat dit een verkeerde interpretatie is van een toespraak van de Atheense politicus Aeschines.

## Einde van de Heilige Oorlog (347–346 v.Chr.)
De Atheense politicus Philocrates wilde Philippus een vredesvoorstel doen in 348 voor Christus, tijdens de Olynthische Oorlog. Maar de Atheense volksvergadering verwierp dit voorstel door Philocrates te berechten, en tegen de tijd dat hij was vrijgesproken was het al te laat om Olynthos te redden. De oorlog tussen Athene en Philippus bleef dus verdergaan in 347 voor Christus, net zoals de Heilige Oorlog. In 347 v.Chr. zond Philippus kaapvaarten uit om Atheense kolonies op de Egeïsche eilanden aan te vallen. Ondertussen werd het duidelijk dat de Heilige Oorlog enkel een uitkomst zou kunnen hebben als er buitenlandse interventie zou zijn. De Phokiërs hadden verschillende Boeotische steden bezet en drie nieuwe generaals aangesteld, die Boeotië opnieuw succesvol aanvielen. De Thebanen vroegen Philippus om hulp, en hij zond een klein leger om hen te helpen. Philippus zond een leger dat groot genoeg was om eer te doen aan zijn alliantie met de Thebanen, maar niet groot genoeg om de oorlog te beëindigen -hij wilde de roem van het beëindigen van de oorlog voor zichzelf opstrijken, zowel door zijn daden als op zijn voorwaarden.

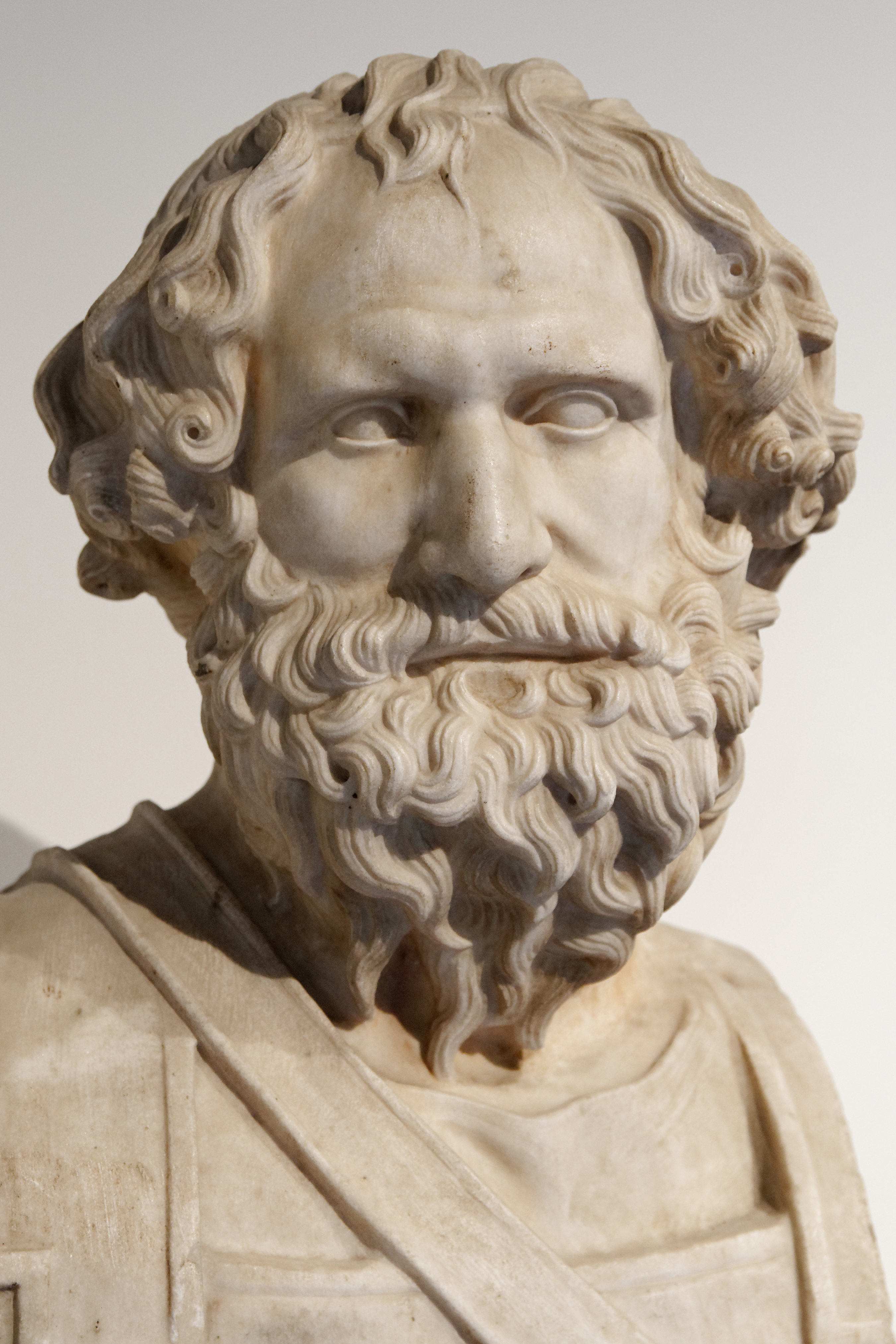
Buste van Archidamos III van Sparta.

In het begin van het jaar 346 v. Chr. maakte Philippus algemeen bekend dat hij zuidwaarts wilde marcheren met de Thessaliërs, maar hij vermeldde niet waar of wanneer. De Phokiërs maakten dus plannen om Thermopylae te verdedigen, en vroegen de hulp van de Spartanen en de Atheners, waarschijnlijk rond 14 februari. De Spartanen stuurden Archidamos III met 1.000 hoplieten, en de Atheners bevalen iedereen die in aanmerking kwam voor militaire dienst onder de leeftijd van 40 om de Phokiërs te gaan helpen. Maar tussen de vraag om hulp van de Phokiërs en het eind van de maand, werden alle plannen door elkaar geschud door de terugkeer van Phalaikos naar de troon in Phokis; hierdoor kregen de Spartanen en de Atheners te horen dat ze Thermopylae niet mochten verdedigen. Het is niet duidelijk vanuit de antieke bronnen waarom Phalaikos kon terugkeren naar de troon, noch waar hij deze enorme verandering van beleid doorvoerde. Cawkwell suggereert, gebaseerd op de opmerkingen van Aeschines, dat het Phokische leger Phalaikos terug op de troon hielp omdat ze niet goed betaald waren, en verder dat Phalaikos, die realiseerde dat het leger niet kon betaald worden en dat de Phokiërs niet meer moesten hopen om de oorlog te winnen, besloot om te onderhandelen over een vredesovereenkomst met Philippus.

### Vrede met Athene
Toen de Atheners dit nieuws ontvingen, veranderden ze snel hun beleid. Als Thermopylae niet meer langer zou kunnen verdedigd worden, zou de veiligheid van Athene niet langer gegarandeerd blijven. Tegen het einde van februari hadden de Atheners een ambassade, waaronder Philokrates, Demosthenes en Aeschines, gestuurd naar Philippus om te onderhandelen over een vrede tussen Athene en Macedonië. De ambassade had twee audiënties met Philippus, waarbij elke zijde hun voorstellen gaven voor de voorwaarden van het vredesverdrag. Daarna keerde de ambassade terug naar Athene, samen met een Macedonische ambassade, om de voorwaarden aan de Atheense volksvergadering te kunnen voorleggen, omdat Philippus graag zo snel mogelijk een overeenkomst wilde. De Atheners debatteerden over het vredesverdrag in april en stelden een vrede voor die alle Griekse stadstaten zou omsluiten (waaronder ook Phokis). Maar Demosthenes (op dit moment een sterke voorstander van de vrede) overtuigde de volksvergadering dat Philippus zo'n vredesverdrag nooit zou accepteren, en dat Athene's kwetsbare positie betekende dat ze weinig keuze hadden dan dat ze Philippus' voorwaarden moesten accepteren. Op 23 april zwoeren de Atheners bij het verdrag dat nu bekend is als de Vrede van Philokrates in het bijzijn van de Macedonische ambassadeurs. Onder de belangrijkste voorwaarden was dat Athene Philippus' bondgenoot werd, en dat ze voor altijd afstand zouden doen van hun aanspraak op Amphipolis.

### Einde van de Thracische onafhankelijkheid
Na de eerste Atheense ambassade naar Macedonië, hield Philippus veldtochten tegen Kersebleptes. Details van de veldtocht zijn schaars, maar het lijkt erop dat Philippus gemakkelijk de Thracische schatkist op de "Heilige Berg" kon innemen. Daarna, in plaats van hem af te zetten, maakte hij Kersebleptes een onderworpen bondgenoot, op dezelfde manier als zijn broer Amadokos.

### Regeling na de Heilige Oorlog
Nadat ze akkoord gegaan waren met de vredesvoorwaarden van de Macedonische ambassadeurs in april stuurden de Atheners een tweede ambassade naar Macedonië, om Philippus een eed te laten zweren om de vrede niet te verbreken. Toen ze aankwamen waren de Atheners (waaronder opnieuw Demosthenes en Aeschines) eerder verrast om de ambassades van alle belangrijke meespelers in de Heilige Oorlog te vinden, die hier ook waren om een regeling overeen te komen over de oorlog. Toen Philippus terugkeerde vanuit Thracië ontving hij al deze ambassades. De Thebanen en Thessaliërs vroegen hem om het leiderschap over Griekenland op zich te nemen, en om Phokis te straffen; omgekeerd vroegen de Phokiërs, bijgestaan door de Spartanen en de Atheense delegaties, dat Philippus Phokis niet zou aanvallen. Maar Philippus vertraagde alles, zodat hij nog geen beslissingen moest maken; "(hij) probeerde met alle middelen te voorkomen dat hij toonde hoe hij probeerde de dingen te regelen; beide zijden werden persoonlijk aangemoedigd om te hopen dat hij zou doen wat ze wilden, maar beide zijden werden uitgenodigd om zich niet voor te bereiden voor een oorlog; een vreedzame overeenkomst was voorhanden"; hij wilde ook nog geen eden zweren bij de Vrede van Philokrates. Er werden militaire voorbereidingen getroffen in Pella tijdens deze periode, maar Philippus zei aan de ambassadeurs dat dit diende voor een veldtocht tegen Halos, een kleine Thessalische stad die zich tegen hem verzette. Hij vertrok naar Halos voor hij andere uitspraken maakte, en hij zorgde ervoor dat de Atheense ambassade met hem mee kon reizen; enkel toen hij Pherae bereikte zwoer hij de eden bij de vrede, waardoor de Atheners uiteindelijk terug konden keren naar huis.
Het was op dat moment dat Philippus de 'doodsteek' toebracht. Hij had de Atheners en de andere Grieken kunnen overtuigen dat hij en zijn leger naar Halos aan het marcheren waren, maar het lijkt zeker dat hij ook andere eenheden recht naar Thermopylae zond. Geheel Centraal- en Zuid-Griekenland was nu overgeleverd aan Philippus' genade, en de Atheners konden Phokis nu niet redden ook al verbraken ze de vredesovereenkomst. Philippus was er nu zeker van dat hij de voorwaarden voor het beëindigen van de Heilige Oorlog kon opleggen, omdat hij nu iedere stadstaat kon dwingen om zijn voorwaarden te accepteren. Hij begon vrede te sluiten met Phalaikos op 19 juli; Phalaikos gaf Phokis aan hem, op voorwaarde dat hij mocht weggaan, samen met huurlingen en dat hij mocht gaan en staan waar hij wilde. Philippus verklaarde toen dat het lot van Phokis niet door hem beslist zou worden, maar door Amphictionie. Maar het is duidelijk dat Philippus de voorwaarden aan het dicteren was achter de schermen; door Amphictionie de formele verantwoordelijkheid te geven zorgde hij ervoor dat hij niet aansprakelijk kon zijn voor de voorwaarden.

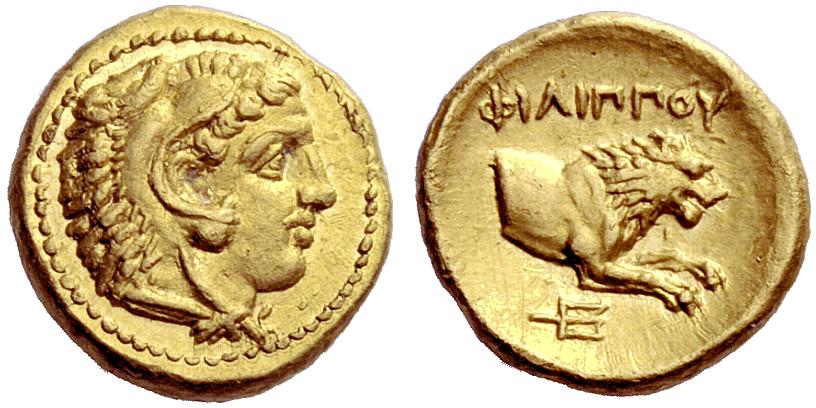
Een gouden munt van Philippus II van Macedonië geslagen in Pella.

In ruil voor het beëindigen van de oorlog werd Macedonië een lid van Amphictionie, en werd de twee stemmen gegeven die afgenomen waren van Phokis. Dit was een belangrijk moment voor Philippus, omdat het lid zijn van Amphictionie betekende dat Macedonië geen 'barbaarse' staat meer was in de ogen van de Grieken. De voorwaarden die Phokis werden voorgelegd waren hard, maar Philippus had geen andere keuze dan hen zulke sancties op te leggen; hij had de aanhang van de Thessaliërs (gezworen vijanden van Phokis) nodig, en hij kon niet riskeren om zijn gewonnen prestige op te geven dat hij had gewonnen door zijn toewijding tijdens de oorlog. Naast het feit dat ze uit Amphictionie gezet werden, moesten alle Phokische steden vernietigd worden, en de Phokiërs moesten in 'dorpen' geplaatst worden van niet meer dan 50 huizen; het geld dat ze hadden gestolen van de tempel moest terugbetaald worden met 60 talenten per jaar; de Phokiërs werden echter niet vernietigd, en ze behielden hun land. De Atheners, nadat ze vrede hadden gemaakt met Philippus, werden niet gestraft door Amphictionie, en de Spartanen lijken er ook goedkoop te zijn van afgekomen. Philippus zat het Amphictionische festival voor in de herfst, en keerde daarna terug naar Macedonië, wat zeer verrassend was voor de Grieken, en keerde de eerste zeven jaar niet meer terug. Toch behield hij zijn toegang tot Centraal-Griekenland door een garnizoen van Thessaliërs te plaatsen in de dichtste stad bij Thermopylae, Nicaea.

### Overzicht tot 346 v.Chr.
346 v.Chr. was opnieuw een opvallend jaar voor Philippus. De stadstaten van Griekenland hadden elkaar uitgeput in de vorige jaren, en Philippus was daarom de enige macht die nog de Heilige Oorlog kon beëindigen. Toen hij uiteindelijk Thermopylae controleerde, liet zijn militaire sterkte hem toe om een vredesovereenkomst op zijn voorwaarden te kunnen sluiten. De voorwaarden waarop de oorlog werd beëindigd waren waarschijnlijk die waarop Philippus had gehoopt; een aparte vrede met Athene was een bonus voor hem. Philippus werd door zijn lidmaatschap in Amphictionie nu eindelijk gezien als een "echte" Griek; en door zijn toegewijde rol in de oorlog en zijn militaire sterkte was hij nu eigenlijk de 'leider' van de Griekse stadstaten. Simon Hornblower suggereert dat Philippus de enige echte overwinnaar was in de Heilige Oorlog. Verder was Philippus' dominantie in Noord-Griekenland en de noordelijke Egeïsche Zee bijna compleet, na zijn succes tijdens de Olynthische oorlog en de onderwerping van Kersebleptes. Diodorus somt hetgene dat Philippus had bereikt in 346 v.Chr. op: 

Philippus keerde terug naar Macedonië, nadat hij niet enkel een reputatie van vroomheid en die van een geweldige generaal had gekregen, maar ook belangrijke voorbereidingen had gemaakt voor de toename van macht waarvoor hij bestemd was. Want hij wenste om de opperbevelhebber van Griekenland te worden en om een oorlog te voeren tegen de Perzen.
— Diodorus Siculus, XVI.60

Er is al veel discussie geweest onder de historici over Philippus' motieven en doelen in 346 voor Christus, vooral met betrekking tot Athene. Hoewel Philippus vrede en een alliantie had gemaakt met Athene voor de regeling van de Heilige Oorlog, konden de Atheners hem geen troepen geven die hij hen had gevraagd om hun alliantie eer aan te doen. Hoewel deze troepen eigenlijk niet nodig waren voor Griekenland, gaf het Atheense falen om de voorwaarden te eren hem een reden om de oorlog te beginnen. Maar, ook al had hij nu Thermopylae in zijn bezit, hij maakte geen vijandelijke zetten tegen Athene, en voorkwam nog steeds dat Athene werd gestraft door Amphictionie. Waarom was Philippus zo mild tegenover Athene? Cawkwell suggereert dat Philippus al bezig was met het voorbereiden van een veldtocht tegen Perzië in 346 v.Chr. (wat ook gesuggereerd wordt door Diodorus), waarvoor hij de machtige Atheense vloot nodig had. Vandaar kwam zijn vraag voor een alliantie, en zijn blijvende geduld met Athene. Dit kan ook een uitleg geven waarom Philippus Amphictionie gebruikte om de Heilige Oorlog te beëindigen; als hij een veldtocht wilde houden in Azië, moest er vrede zijn in Griekenland, en een vrede opgelegd door een pan-Griekse organisatie, had meer kans om te slagen dan een die direct werd opgelegd door Macedonië.

## Reorganisatie en bezuinigingen (345–342 v.Chr.)

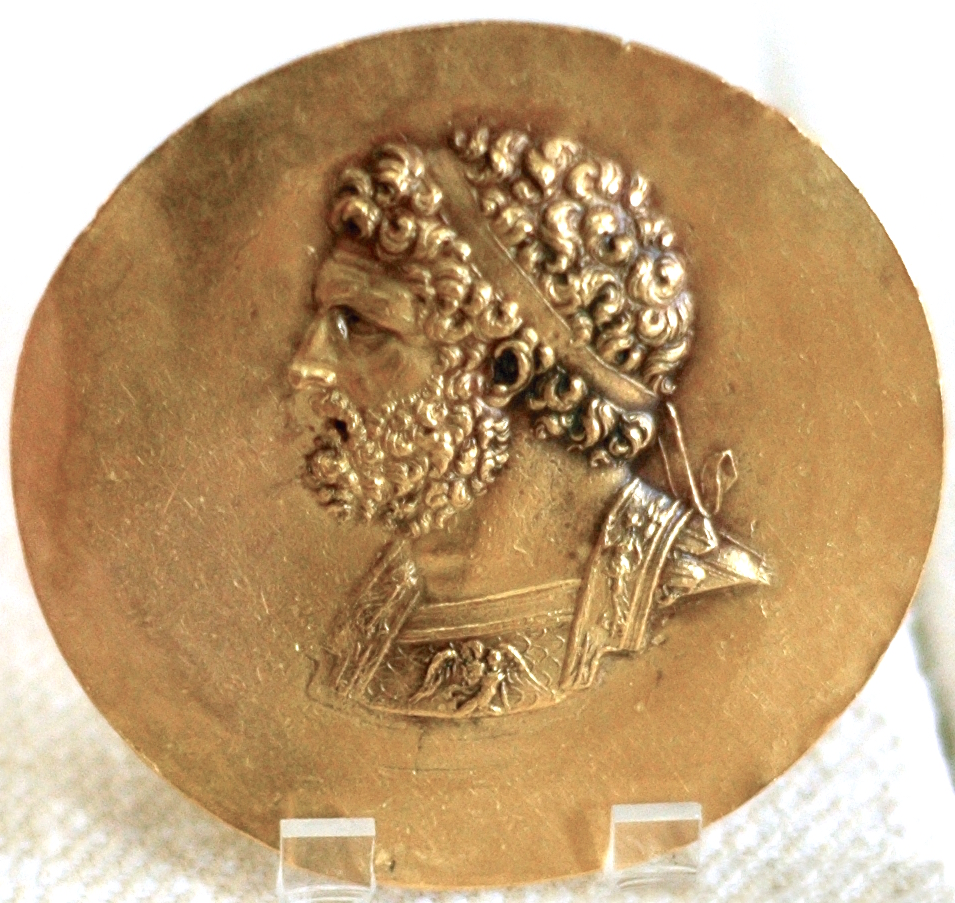
Niketerion (overwinningsmedaille) met daarop het hoofd van Philippus II van Macedonië.

Het volgende jaar ging Philippus verder met het herstructureren van Macedonië. Justinus zegt dat nadat hij terug was gekeerd naar Macedonië, hij delen van de populatie begon te verplaatsen naar nieuwe locaties, met name om de steden van Macedonië te versterken. Dit was waarschijnlijk om de veiligheid van de populatie te vergroten, en om handel belangrijker te maken; Alexander de Grote zou later zeggen dat zijn vader "de Macedoniërs vanuit de heuvels naar beneden in de vlaktes had gebracht".

### Illyrië (345 v.Chr.)
Philippus ging toen op veldtocht tegen de Illyriërs, in het bijzonder tegen Pleuratos, wiens koninkrijk waarschijnlijk bij de Drin lag, in het moderne Albanië. Tijdens de veldtocht leed Philippus onder een gebroken scheenbeen, en werd enkel gered van de dood door de dapperheid van zijn hetairoi (er werden 150 van hen gewond in het proces). Philippus hield geen veldtochten meer in 344 of 343 voor Christus, wat mogelijk komt door zijn zware verwonding. In plaats daarvan hield Philippus zich bezig met de reorganisatie van Thessalië in 344 voor Christus, waardoor hij opnieuw het viervoudige tetrarchiesysteem inriep.

### Molossië en Cassopaea (342 v.Chr.)
Het Molossische koninkrijk van Epirus was een belangrijke onderworpen bondgenoot van Macedonië geweest sinds 350 voor Christus, toen Philippus de zoon van koning Arybbas, Alexander als gijzelaar nam. Tijdens zijn tijd aan het hof, was Alexander (de broer van Philippus' vrouw Olympias) een grote bewonderaar van Philippus geworden, en daarom besliste Philippus om Arybbas af te zetten en Alexander op de troon te zetten. De exacte datum waarop dit plaatsvond is onduidelijk; Cawkwell suggereert dat dit gebeurde in het vroege deel van 342 voor Christus, toen Alexander ongeveer 20 zal geweest zijn, als een aanloop naar zijn Thracische veldtocht. Arybbas ging in ballingschapnaar Athene, waar er aan hem beloofd werd dat hij zijn koninkrijk zou kunnen heroveren; maar Alexander zou op de troon (en loyaal aan Philippus) blijven tot zijn dood in 334 voor Christus. Philippus hield zeker ook veldtochten tegen de Epirotische Cassopeanen in het vroege deel van 342 voor Christus, waarbij hij de controle over drie steden kon krijgen, waardoor de zuidelijke regio's van zijn koninkrijk beschermd waren.

## Thracië (342–340 v.Chr.)
In ongeveer juni van 342 voor Christus, begon Philippus met wat een al lang op voorhand geplande expeditie naar Thracië moet zijn geweest. De veldtocht duurde twee jaren, maar ondanks het feit dat hij een groot leger bij zich had en vele veldslagen vocht, geven de antieke bronnen bitter weinig details. Philippus' belangrijkste doel was onmiskenbaar om Kersebleptes, die volgens Diodorus problemen aan het veroorzaken was bij de Chersonesos, eens en voor altijd af te zetten. Philippus beëindigde deze veldtocht door te trouwen met Meda van Odessos, de dochter van een koning van de Getae, wat suggereert dat hij niet enkel veldtochten had gehouden in Thracië, maar ook in de vallei van de Hebros, en ten noorden van het Balkangebergte, bij de Istros.
Tijdens de veldtocht stichtte Philippus verschillende steden, waarvan de belangrijkste Philippoupolis was, bij de site van het oude Thracische fort Eumolpia. De Thraciërs werden opgedragen om een Tiende te betalen, en de nieuwe post van "leidinggevende generaal in Thracië" kan mogelijk ingericht zijn geweest op dat moment, waardoor er een gouverneur kwam in de nieuwe Macedonische provincie Thracië. Ten noorden van deze gepacificeerde regio bleven de Thraciërs voor het grootste deel onafhankelijk onder hun eigen koningen, die onderworpen waren aan Philippos. Cawkwell prijst deze veldtocht als een van Philippos' belangrijkste verwezenlijkingen, rekening gehouden met het terrein en de strenge winteromstandigheden.

## Perinthos en Byzantion (340–339 v.Chr.)
Op het einde van zijn Thracische veldtocht begon Philippus zijn operaties tegen de stad Perinthos, dat vroeger zijn bondgenoot geweest was. Diodorus zegt dat de reden hiervan was dat de stad begonnen was met zich te verzetten tegen hem, en door de Atheners te beginnen steunen; uit de Atheense bronnen is er geen aanwijzing dat dit het geval was. Een mogelijke uitleg is dat Perinthos geweigerd had om hulp te sturen naar Philippus tijdens zijn Thracische veldtocht, en dat het voor deze reden was dat hij de stad aanviel. Hoe dan ook, omdat Perinthos een Griekse stad was, gaven Philippos' acties de Atheense oorlogspartij het excuus dat ze nodig hadden gehad om de vrede te verbreken die Philippus Griekenland had opgelegd, waardoor ze een nieuwe fase in de oorlogen startten.

### Ineenstorting van de vrede

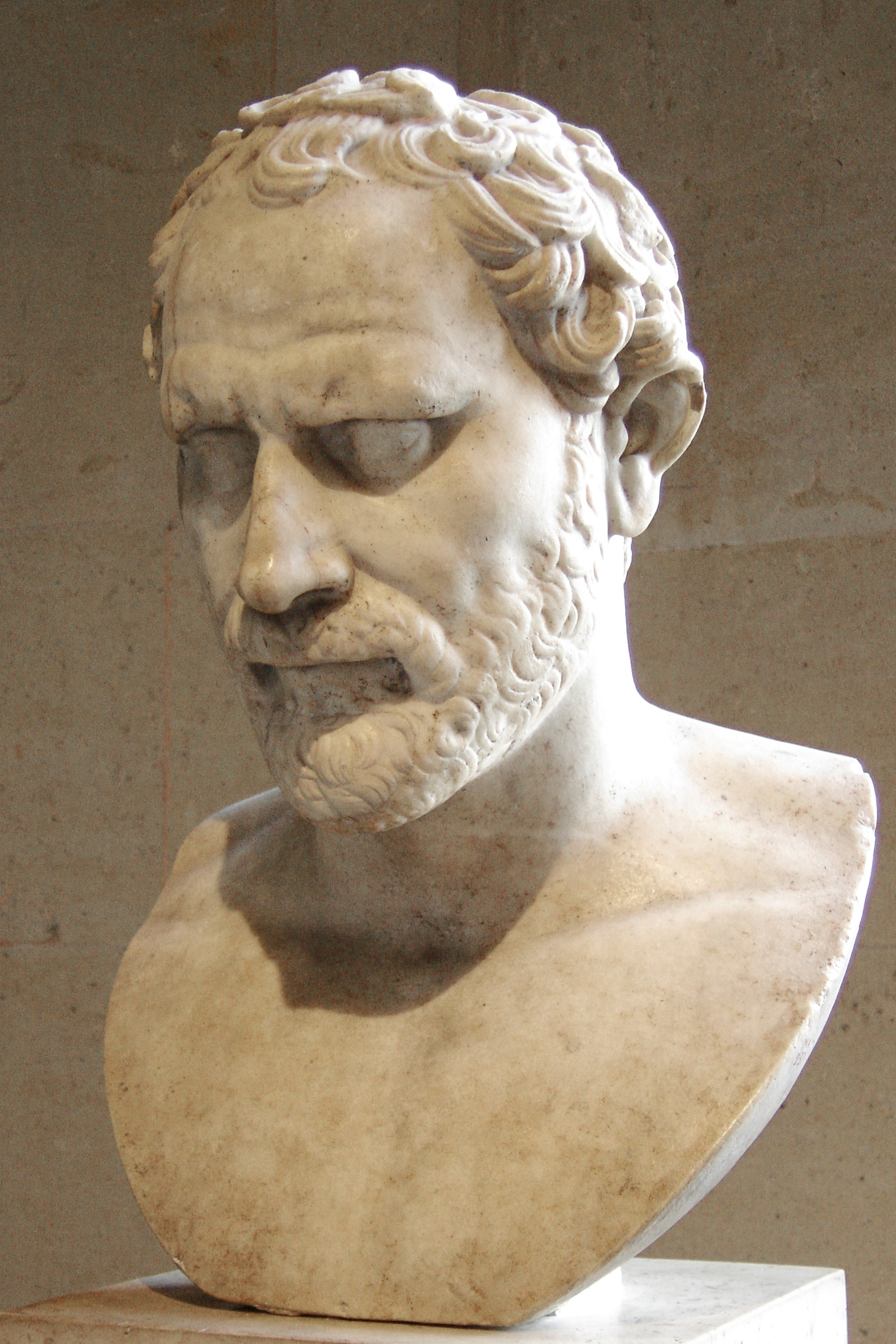
Buste van de Atheense politicus Demosthenes.

Hoewel Demosthenes een van de belangrijkste bewerkstelligers was geweest van de Vrede van Philokrates, wilde hij bijna vanaf het moment dat de vrede was gemaakt, die weer verbreken. Over de volgende jaren werd Demosthenes de leider van de oorlogspartij in Athene, en hij greep elke mogelijkheid aan om de vrede te ondermijnen: "Zijn methode was simpel en effectief. Hij bleef hameren op onwaarheden totdat er genoeg Atheners ze begonnen te geloven." Demosthenes geloofde dat al Philippos' successen waren dankzij het omkopen van de Grieken, een standpunt dat, hoewel er zeer weinig bewijs voor was, de algemene gedachte werd totdat moderne historici het opnieuw begonnen te onderzoeken. Omgekeerd was er ook een belangrijk deel van de mensen in Athene dat, geleid door Aeschines, zei dat de vrede moest verder ontwikkeld worden en behouden worden.
Vanaf 343 voor Christus, met de bedoeling om de vrede te verbreken, gebruikten Demosthenes en zijn volgelingen elke expeditie en actie van Philippos om te zeggen dat hij de vrede aan het verbreken was. Uiteindelijk begon hun doel te lukken in 341 voor Christus. Athene zond nieuwe kolonisten naar Klerouchiai op de Chersonessos onder leiding van Diopeithes, die het grondgebied van Cardia, een bondgenoot van Philippos, begon te plunderen. Daarom schreef Philippos naar de Atheners dat ze moesten ophouden, maar in zijn redevoering Op de Chersonessos, in de Derde Philippische in 341 v.Chr. beschuldigde Demosthenes Philippos door te zeggen dat hij de vrede had verbroken door tussenbeide te komen in de gebeurtenissen in Euboea. Uiteindelijk in de Vierde Philippische in het latere deel van 341 v.Chr. zei Demosthenes dat de Atheners een ambassade moesten sturen naar de Perzische koning, waarbij ze moesten vragen om geld voor de aanstaande oorlog tegen Macedonië. De ambassade werd gezonden, wat zeer tot ergernis van Philippos was, maar werd afgewezen door de Perzen.

### Perinthos
Philippos startte het beleg van Perinthos in juli van 340 voor Christus. Perinthos had een sterke positie op een heuvel die wel 56 meter hoog was, en het had zijn eigen haven. Philippos' vloot was niet groot genoeg om de haven te blokkeren, wat betekende dat Perinthos zou kunnen bevoorraad worden vanuit zee; daarom moest Philippos de stad stormenderhand innemen. Philippos' ingenieurs maakten belegeringstorens (sommigen naar verluidt 35 meter hoog) en stormrammen voor de aanval, en in een korte tijd was een deel van de muur gebroken. Maar dat de Macedoniërs moesten vechten tegen een vijand die op hoger en dus voordeliger terrein stond dan zij zorgde voor moeilijkheden. De huizen in de stad maakten het ook makkelijker voor de Perinthiërs om hun stad te verdedigen. Er begon nu ook hulp, zowel op vlak van materiaal als op het vlak van soldaten, aan te komen bij Perinthos; de Perzische koning had zijn satrapen bevolen om geld, voedsel en wapens naar de stad te sturen, terwijl de Byzantijnen een aantal soldaten stuurden en hun beste generaals.

### Byzantion
De Byzantijnse acties betekenden dat zij nu ook in oorlog waren met Philippos. Philippos ging verder met de belegering van Perinthos, maar zond in september de helft van zijn leger naar Byzantion om de stad te belegeren. Byzantion was een belangrijkere stad voor Philippos, omdat de stad de Bosporos controleerde; 

Perinthos was niet erg belangrijk voor Athene, in tegenstelling tot Byzantion. De graanschepen op hun weg naar Athene door de Bosporos konden nog steeds langs de stad passeren, maar er was het gevaar voor blokkades. Iedereen die een middelmatige vloot had en Byzantion controleerde zou de stad Athene ernstig kunnen alarmeren.
— George Cawkwell, p.136

Demosthenes was vastberaden om te voorkomen dat de stad veroverd zou worden, en ging samen met een ambassade naar Byzantion, dat ermee instemde om een alliantie te vormen met Athene. De Atheense generaal Chares was al dicht bij de stad met 40 schepen, en werd naar Byzantion gestuurd; verder zonden Byzantions andere bondgenoten, Chios, Rhodos en Kos ook hun hulp naar de stad. Omdat hij nog steeds niet de zeeën controleerde stond Philippos al voor een moeilijke taak om Byzantion te belegeren, nu werd het nog moeilijker door de hulp van buitenaf. Opnieuw zette Philippos zijn ingenieurs aan het werk, en kon zo een gat in de muren maken; er werd een nachtelijke aanval gelanceerd, maar deze werd teruggedreven. Gefrustreerd bij de twee belegeringen verloor Philippos nu zijn geduld met de Atheners, en schreef hen een brief waarin hij hen de oorlog verklaarde. In Athene stelde Demosthenes voor dat de Atheners moesten antwoorden door op hun beurt Philippos de oorlog te verklaren; de motie werd aangenomen, en de stenen tablet waarop de vrede van Philokrates stond werd vernietigd. De Atheners maakten een andere vloot klaar onder leiding van Phokion, en stuurden de schepen naar Byzantion.
De eerste gebeurtenis in deze nieuwe oorlog was Philippos' inbeslagname van 230 graanschepen die gewacht hadden aan de verre kant van de Bosporos om geëscorteerd door Chares langs Byzantion te varen. Hij gebruikte het graan voor zijn eigen voorraden en het hout van de schepen werd gebruikt om belegeringswerktuigen te maken. Maar wat er de volgende maanden gebeurde is onduidelijk; Philippos kan niet langer dan drie maanden bezig geweest zijn met het belegeren van Byzantion. De muren van Byzantion waren erg hoog en sterk, de stad was vol van verdedigers en werd goed bevoorraad vanuit zee; het is daarom mogelijk dat Philippos het beleg ophief, omdat hij geen tijd en mannen wilde verliezen door de stad aan te vallen. De Grieken zagen dit, en het opheffen van het beleg van Perinthos, als een glorieuze overwinning. Philippos' motieven zijn zo onduidelijk als altijd; Cawkwell suggereert dat, omdat hij nu in oorlog was met Athene, Philippos besliste om meteen het hoofd van de slang af te hakken, liever dan zich bezig te houden bij Byzantion.

## Philippos' laatste veldtochten (339-338 v.Chr.)

### Scythië
Als voorbereiding op zijn geplande veldtocht in Griekenland ging Philippos op veldtocht in de winter van 339 v.Chr. tegen de Scythen die ten noorden van de Donau leefden, bij de monding van de rivier. Hij versloeg hen in een veldslag, waarbij hij er veel kon gevangennemen, en bouwde een standbeeld ter ere van Herakles om zijn overwinning te laten herinneren. Hij marcheerde daarna door het grondgebied van de Triballi om zijn macht te demonstreren. Tijdens een schermutseling werd hij echter zwaar gewond aan zijn been toen een speer het doorboorde en zo zijn paard doodde waarop hij aan het rijden was. Het herstellen van deze wonde vertraagde Philippos' veldtocht in Griekenland, want hij begon deze niet tot de herfst van 339 voor Christus.

### Vierde Heilige Oorlog
Philippos' veldtocht in Griekenland werd gelinkt met een nieuwe, vierde, Heilige Oorlog. De burgers van Amphissa waren begonnen met het verbouwen van land dat gewijd was aan Apollo op de Criseïsche vlakte ten zuiden van Delphi; na wat intern gekibbel in Amphictionie verklaarde de raad om een heilige oorlog te verklaren tegen Amphissa. Een Thessalische afgezant stelde voor dat Philippos de leider van de Amphictionische legers moest gemaakt worden, wat Philippos dus een reden gaf om een veldtocht te houden in Griekenland. Het is echter mogelijk dat Philippos deze veldtocht anders ook ondernomen zou hebben.

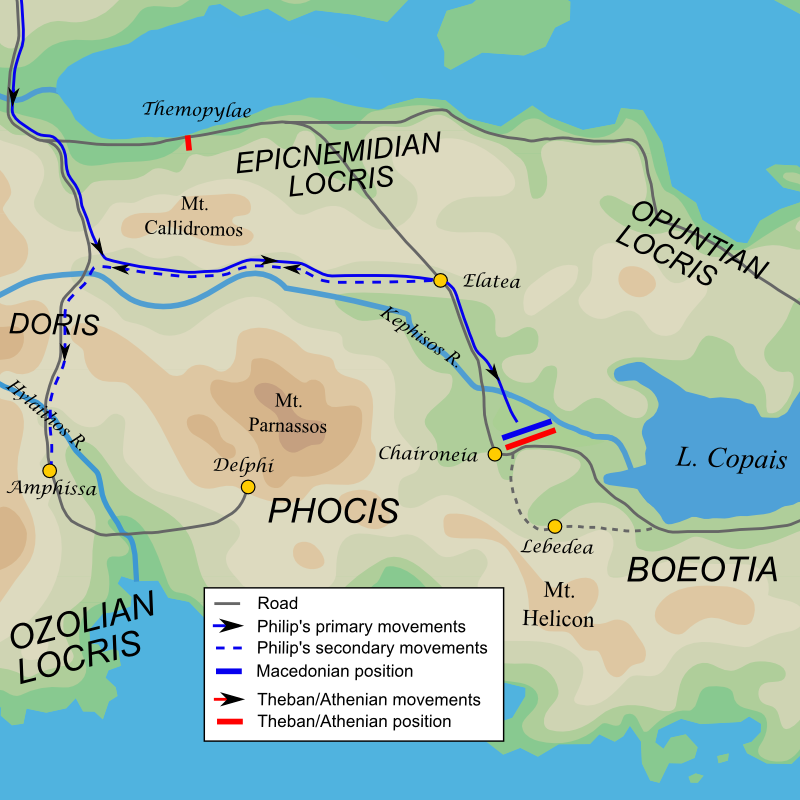
Kaart die Philippos' operaties van 339-338 v.Chr. toont.

Bij het begin van 339 v.Chr. hadden de Thebanen de stad Nicaea bij Thermopylae veroverd, waarin door Philippos in 346 v.Chr. een garnizoen geplaatst was. Het lijkt erop dat Philippos dit niet zag als een oorlogsverklaring, maar het stelde hem niettemin voor een belangrijk probleem, omdat zijn belangrijkste route naar Griekenland nu geblokkeerd was. Maar er was ook een tweede route naar Centraal-Griekenland beschikbaar. In 480 voor Christus, tijdens de slag bij Thermopylae, had de Perzische koning Xerxes I zijn leger via een bergroute (de Anopea) gestuurd om de pas te omsingelen. Vanuit deze weg, op de westelijke zijde van de Kallidromosbergen, liep er nog een andere weg en daalde af naar Phokis. In 480 v.Chr. werden er 1.000 Phokische troepen gestationeerd om deze weg te bewaken om zo een Perzische aanval op Phokis te voorkomen (maar ze faalden duidelijk om de Perzen te beletten om de Anopea te gebruiken). Maar in 339 v.Chr. waren de Grieken het bestaan van deze weg vergeten, ofwel geloofden ze dat Philippos hem niet zou gebruiken; het daaropvolgende falen om deze weg te bewaken liet Philippos toe om ongehinderd naar Centraal-Griekenland te kunnen marcheren.
Philippos' relatief milde behandeling van de Phokiërs in 346 v.Chr. wierp nu zijn vruchten af. Toen hij Eletea bereikte, beval hij om de stad te laten herbevolken, en tijdens de volgende maanden werd de hele Phokische Confederatie hersteld naar haar vroegere status. Dit zorgde ervoor dat Philippos nu een basis in Griekenland had, en nieuwe, dankbare bondgenoten in de Phokiërs. Philippos kwam waarschijnlijk aan in Phokis in november van 339 voor Christus, maar de beslissende fase van de veldtocht kwam er niet tot augustus in 338 voor Christus. Tijdens deze periode zorgde Philippos' ervoor dat hij bevrijd was van de Amphictionische kwestie door de situatie in Amphissa te regelen; hij bedotte een leger van 10.000 huurlingen die de weg van Phokis naar Amphissa bewaakten door hun posten te verlaten, nam Amphissa in, verdreef de burgers en liet de stad over aan Delphi. Hij probeerde waarschijnlijk ook op diplomatische wijze om verdere conflicten in Griekenland te vermijden, maar als hij dit deed, was hij wel onsuccesvol. Amphictionie besliste om een speciale vergadering te houden twee of drie maanden later. De Atheners en de Thebanen zonden geen gezanten naar de vergadering.

### Alliantie tussen Athene en Thebe
Toen het nieuws Athene bereikte dat Philippus in Elatea was, slechts drie dagmarsen van de stad, brak er paniek uit onder de bevolking. In wat Cawkwell beschrijft als zijn meest trotse moment, raadde Demosthenes alleen de bevolking af om te wanhopen, en stelde voor aan de Atheners om een alliantie aan te gaan met Thebe; zijn plan slaagde, en hij werd als ambassadeur naar Thebe gestuurd. Philippos had ook een ambassade naar Thebe gestuurd, waarbij hij vroeg aan de Thebanen om zich bij hem aan te sluiten, of ten minste om hem ongehinderd door Boeotië te laten marcheren. Omdat de Thebanen officieel nog niet in oorlog waren met Philippos, hadden ze samen een conflict kunnen vermijden. Maar ondanks Philippos' aanwezigheid en hun traditionele vijandigheid met Athene, kozen ze ervoor om zich aan te sluiten bij de Atheners, in zake om de vrijheid van Griekenland te bewaren. Het Atheense leger was al richting Boeotië gezonden, en kon zich daarom aansluiten bij de Thebanen, slechts enkele dagen nadat de alliantie gesloten was.
De details van de veldtocht die leidde tot de beslissende slag bij Chaeronea zijn bijna volledig onbekend. Philippos werd er waarschijnlijk van weerhouden om Boeotië binnen te gaan via de berg Helikon, zoals de Spartanen gedaan hadden in de aanloop voor de slag bij Leuktra, of via andere bergpassen. Er waren zeker enkele voorafgaande schermutselingen; Demosthenes zinspeelt op een "wintergevecht" en een "slag op de rivier" in zijn redevoeringen, maar er zijn geen andere details bewaard gebleven. Uiteindelijk, in augustus van 338 voor Christus, marcheerde Philippos' leger over de hoofdweg van Phokis naar Boeotië, om het geallieerde Griekse leger dat de weg naar Chaeronea bewaakte aan te vallen.

### Chaeronea

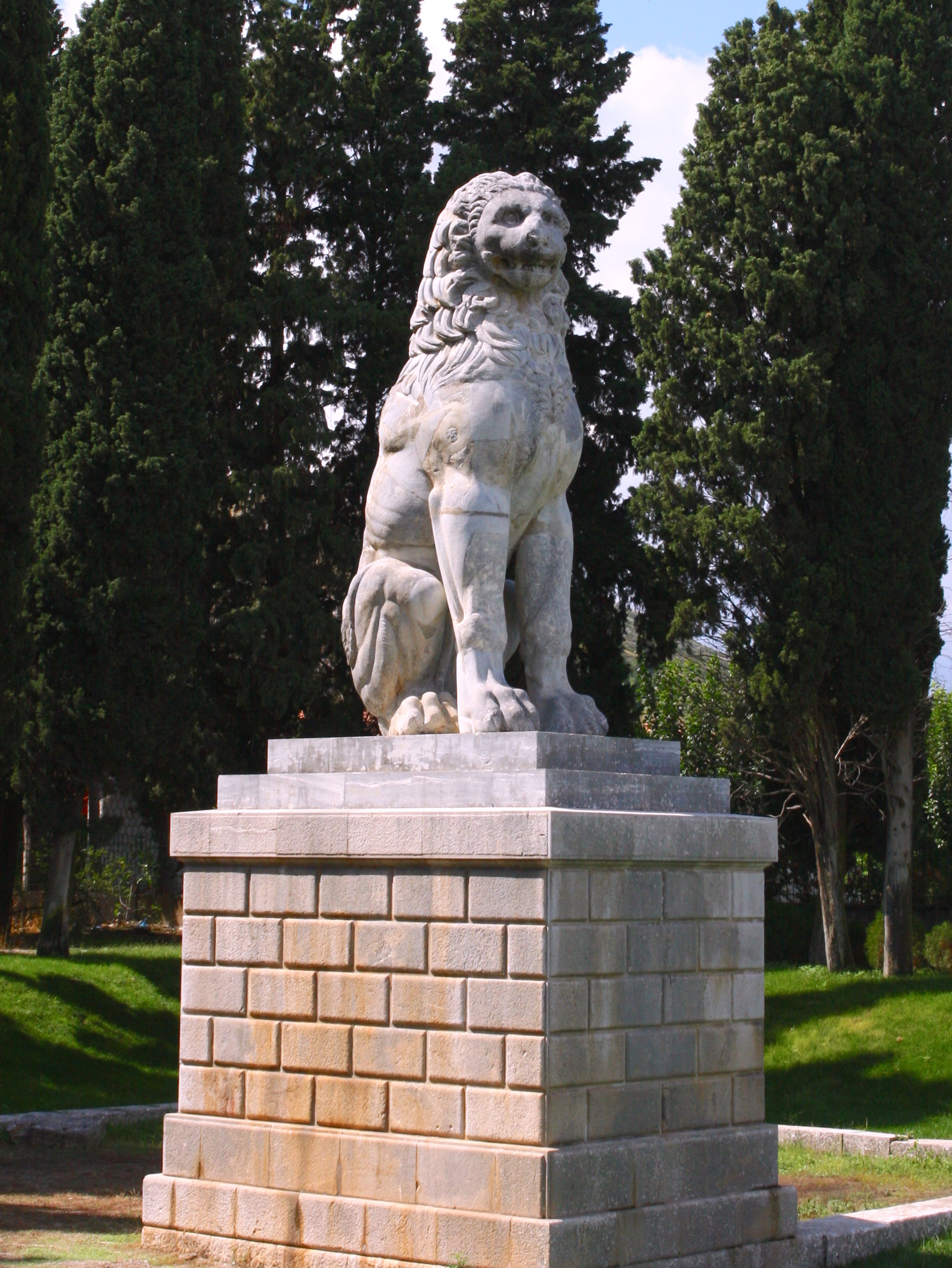
De Leeuw van Chaeronea, opgericht door de Thebanen om de gesneuvelden van de slag bij Chaeronea te eren, beschreven door de geograaf Pausanias en ontdekt door de Britse architect George Ledwell Taylor in de vroege 19de eeuw.

Het geallieerde Griekse leger had een positie bezet bij Chaeronea, naast de hoofdweg. Op de linkerflank lag de geallieerde Griekse linie op de uitlopers van de berg Thurion, waardoor ze de zijweg blokkeerden die leidde naar Lebedea, terwijl op de rechterflank de lijn de Kephisosrivier raakte, bij de berg Aktion. Het geallieerde Griekse leger omsloot contingenten uit Achaea, Korinthe, Chalkis, Epidauros, Megara en Troezen, en het belangrijkste deel van de troepen waren Thebanen en Atheners. Zo was er een leger van geallieerde Griekse steden van Zuid-Griekenland die traditioneel onafhankelijk waren geweest voor eeuwen. Het Atheense contingent werd geleid door de generaals Chares en Lysikles, en het Thebaanse contingent werd geleid door Theagenes. Er zijn geen bronnen die het exacte aantal van het geallieerde Griekse leger geven; er wordt verondersteld dat de geallieerde Griekse aantallen ongeveer even groot waren als die van de Macedoniërs, die volgens Diodorus ongeveer met 30.000 man infanterie en 2.000 man cavalerie waren. Philippos nam de leiding van de rechterflank op zich en plaatste zijn 18 jaar oude zoon Alexander (Alexander de Grote) op de linkerflank, samen met een aantal van Philippos' meest ervaren generaals.

Verloop van de slag bij Chaeronea.

Details van de slag zelf zijn schaars, met Diodorus die enkel een formeel verslag geeft. Hij zegt dat "eens aangevangen, de slag fel betwist werd voor een lange tijd en er veel mannen vielen aan beide zijden, zodat voor een tijdje het gevecht beide zijden hoop op de overwinning gaf". Daarna verhaalt hij dat de jonge Alexander "zijn dapperheid wilde tonen aan zijn vader", terwijl hij erin slaagde om de geallieerde Griekse linie te verbreken met zijn hetairoi, en uiteindelijk de geallieerde Griekse rechtervleugel op de vlucht kon drijven; ondertussen viel Philippos zelf de Griekse linkerflank aan en joeg deze ook op de vlucht. Dit korte verslag kan opgevuld worden met Polyaenus' anekdotes gerelateerd aan de slag (gevonden in zijn werk Strategemata), als deze worden geloofd. Polyaenus' verslagen zorgden ervoor dat moderne historici de slag op de volgende manier voorstellen. Nadat het gevecht al een tijdje had aangesleept, trokken Philippos en de rechterflank zich terug, maar de hele linie draaide mee met deze rechterflank, zodat de linie intact bleef. Op hetzelfde moment viel de Macedonische linkerflank de Thebanen aan op de Griekse rechterflank en duwden een gat door de linie. Op de Griekse linkerflank achtervolgden de Atheners Philippos, waardoor hun linie uitgerekt en slecht georganiseerd werd; hierop keerden de Macedoniërs zich om, vielen de uitgeputte en onervaren Atheners aan en joegen hen op de vlucht. De geallieerde Griekse rechterflank, die leidde onder aanvallen van de Macedonische troepen onder leiding van Alexander, werden ook op de vlucht gejaagd, waardoor de slag beëindigd werd. Diodorus zegt dat er meer dan 1.000 Atheners stierven in de slag, en dat er 2.000 gevangen werden genomen. De Thebanen hadden volgens hem ongeveer dezelfde verliezen. Cawkwell suggereert dat dit een van de meest beslissende slagen was in de antieke geschiedenis. Omdat er nu geen leger meer was dat het oprukken van Philippos kon tegengaan, kwam de oorlog tot een einde.

## Regeling van Griekenland en de Korinthische Bond (337-336 v.Chr.)
In de nasleep van Chaeronea tonen notulen hoe wanhopig de pogingen van Athene en Korinthe waren om hun stadsmuren te herstellen, omdat ze zich voorbereidden dat Philippos hen zou belegeren. Maar Philippos had niet de bedoeling om steden te belegeren, of zelfs om Griekenland te veroveren. Omdat hijzelf ook Grieks was, wilde hij de rest van de Grieken als zijn bondgenoten voor zijn geplande veldtocht tegen de Perzen, en hij wilde een stabiel Griekenland achterlaten omdat hij geen problemen wilde als hij in Perzië zou zijn; daarom was verder vechten niet voordelig voor hem. Philippos marcheerde eerst naar Thebe, dat zich overgaf aan hem; hij verdreef de Thebaanse leiders die zich tegen hem hadden verzet, riep de pro-Macedonische Thebanen die vroeger verbannen waren terug, en installeerde een Macedonisch garnizoen. Hij beval ook dat de Boeotische steden Plataeae en Thespiae, die Thebe had vernietigd in vorige conflicten, hersteld moesten worden. In het algemeen behandelde Philippos de Thebanen streng, want hij liet hen betalen voor het terugkrijgen van de gevangenen, en zelfs om hun gesneuvelden te begraven. Hij ontbond echter niet de Boeotische Bond.
Daarentegen behandelde Philippos Athene erg mild; hoewel de Tweede Delisch-Attische Zeebond ontbonden werd, mochten de Atheners hun kolonie op Samos behouden, en hun gevangengenomen soldaten werden bevrijd zonder losgeld te vragen. Philippos' motieven zijn niet volledig duidelijk , maar een aannemelijke uitleg is dat hij hoopte om de Atheense vloot te gebruiken op zijn veldtocht tegen Perzië, omdat Macedonië geen wezenlijke vloot had; daarom moest hij op goede voet blijven met de Atheners. Philippos maakte ook vrede met zijn andere voormalige vijanden, Korinthe en Chalkis, die belangrijke strategische locaties controleerden; beide steden kregen Macedonische garnizoenen. Daarna probeerde hij de situatie in Sparta recht te zetten. Hoewel Sparta niet deel had genomen in het conflict, maar wilde wel haar voordeel halen uit de verzwakte staat van de andere Griekse steden om haar buren op de Peloponnesos aan te vallen. De Spartanen weigerden Philippos' uitnodiging om te onderhandelen. Plutarchus beschrijft dit zo: 

Eerst vroeg hij de Spartanen of hij zou moeten komen als vriend of vijand. Het antwoord was: "Geen van beide".
Omdat hij zijn geduld verloor, zond hij de boodschap: "Jullie worden geadviseerd om je te onderwerpen zonder verder oponthoud, anders zal ik mijn leger naar jullie land brengen, zal ik jullie boerderijen vernielen, jullie volk verslaan en jullie stad plunderen."
De Spartaanse eforen antwoordden opnieuw met slechts een woord: "Als"
— Plutarchus, Apophthegmata Laconica, 233 en De garrulitate, 17

Daarom plunderde Philippos Laconië, maar viel Sparta zelf niet aan.

### Korinthische Bond
Het lijkt erop dat Philippos in de maanden na de slag vrede maakte met de staten die hem hadden willen weerstaan, de Spartanen afhandelde, en garnizoenen legerde; zijn operaties dienden waarschijnlijk ook als een demonstratie van macht aan de andere steden, zodat ze niet zouden durven om hem opnieuw te weerstan. In het midden van het jaar 337 v.Chr. lijkt hij zijn kamp te hebben opgeslagen bij Korinthe, en begon hij met het oprichten van een bond van de Griekse stadstaten, wat de vrede in Griekenland zou garanderen, en Philippos zou voorzien van de nodige militaire hulp in zijn geplande veldtochten tegen Perzië. Het resultaat, de Korinthische Bond, werd gevormd in de laatste helft van 337 v.Chr. op een vergadering georganiseerd door Philippos. Alle stadstaten gingen akkoord met de Bond, uitgezonderd Sparta. De belangrijkste voorwaarden van de overeenkomst waren dat alle leden geallieerd werden met elkaar en met Macedonië, en dat de wetten van de lidstaten, zoals van kracht ten tijde van de aansluiting, werden gegarandeerd. Philippos en de Macedonische garnizoenen in Griekenland zouden dienen als de 'vredesbewakers'. In opdracht van Philippos verklaarde de Synode van de Bond de oorlog aan Perzië, en stemden dat Philippos Strategos zou worden voor de aanstaande veldtocht.

## Oorlog met Perzië en de dood van Philippos (336 v.Chr.)

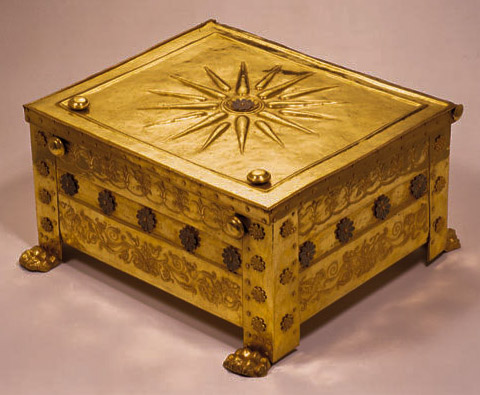
De gouden Larnax die begraven werd samen met Philippos II in zijn tombe in de Archeologische site van Aigai, waarop het symbool van de Argeaden, de Zon van Vergina, staat.

In 336 voor Christus, terwijl de invasie naar Perzië in zijn eerste voorbereidingen was, werd Philippos vermoord in het theater van Aigai door zijn kapitein van zijn bodyguard (Somatophylax), Pausanias, terwijl hij de trouw van zijn dochter bij Olympias, Cleopatra, en Olympias' broer (en Cleopatra's nonkel), Alexander I van Epirus. Philippos' zoon Alexander werd door het Macedonische leger en edellieden tot koning verklaard.

## Nasleep

### Troonsbestijging van Alexander

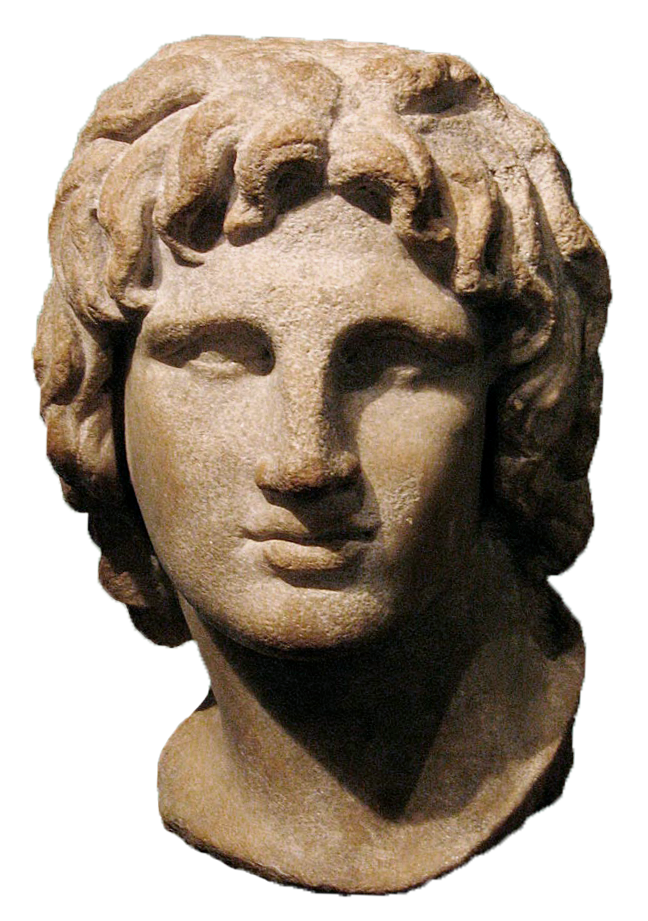
Buste van Alexander de Grote vanuit de Hellenistische periode.

Alexander begon zijn heerschappij door zijn potentiële rivalen voor de troon te vermoorden. Hij executeerde zijn neef, Amyntas IV, net als twee Macedonische prinsen uit de regio van Lyncestis, maar een derde neef, Alexander Lyncestes, werd gespaard. Olympias liet Cleopatra, Eurydice en haar dochter bij Philippos, Europa, levend verbranden. Toen Alexander dit te weten kwam, was hij furieus op zijn moeder. Alexander beval ook de moord op Attalus, die de leiding had over het leger dat al in Klein-Azië was. Attalus was op dat moment aan het corresponderen met Demosthenes, de mogelijkheid overwegend om over te lopen naar Athene. Ook al had Attalus misschien niet de intentie om over te lopen, hij had Alexander eens zwaar beledigd, en omdat Attalus' dochter (Eurydice) en kleinkinderen juist waren vermoord, dacht Alexander waarschijnlijk dat Attalus te gevaarlijk was om in leven te laten. Alexander spaarde het leven van zijn halfbroer Arrhidaeus, die in alle verslagen beschreven wordt als iemand met een verstandelijke beperking, waarschijnlijk het resultaat van een vergiftiging door Olympias.
Het nieuws over Philippos' dood zorgde ervoor dat veel Griekse stadstaten rebelleerden, waaronder Thebe, Athene, Thessalië en de Thracische stammen ten noorden van Macedonië. Toen het nieuws over de opstanden in Griekenland Alexander ter ore kwam, antwoordde hij snel. Hoewel zijn adviseurs hem adviseerden om diplomatie te gebruiken, verzamelde Alexander de Macedonische cavalerie van 3.000 man en reed zuidwaarts naar Thessalië, Macedoniës zuidelijke buur. Toen hij zag dat het Thessalische leger de pas tussen de Olympos en de Ossa bezet hield, reed hij met zijn mannen over de berg Ossa. Toen de Thessaliërs de volgende dag wakker werden, zagen ze dat Alexander in hun rug zat, en gaven zich prompt over, waarbij ze hun cavalerie toevoegden aan Alexanders leger, omdat hij nu naar de Peloponnesos ging. Alexander stopte in Thermopylae, waar hij werd erkend als leider van Amphictionie voor hij zuidwaarts naar Korinthe ging. Athene vroeg om vrede en Alexander ontving een gezant en gaf gratie aan iedereen die had meegedaan aan de opstand. In Korinthe kreeg hij de titel Hegemon, en werd net als Philippos gekozen als commandant van de aanstaande oorlog tegen Perzië.

### Balkancampagne
Voor hij naar Azië ging, wilde Alexander dat zijn noordelijke grenzen veilig waren; in de lente van 335 v.Chr. ging hij ernaartoe om verschillende opstanden neer te slaan. Hij begon bij Amphipolis en ging oostwaarts naar het land van de "Onafhankelijke Thraciërs", en bij de berg Haemus versloeg het Macedonische leger een Thracisch leger dat de hoogten bezet hield. De Macedoniërs marcheerden hierna naar het land van de Triballi, en versloegen het Triballische leger bij de rivier de Lyginus. Alexander ging toen verder langs de Donau, waarbij hij de Getae aanviel op de andere kant van de rivier. Door de Getae te verrassen door de rivier 's nachts aan te vallen, dwong hij het Getae-leger om zich terug te trekken na de eerste cavalerieschermutseling, waardoor ze hun dorp aan de Macedoniërs moesten laten. Toen bereikte Alexander het nieuws dat Kleitos, de koning van Illyrië, en koning Glaukias van de Taulantii in opstand waren tegen het Macedonische gezag. Terwijl hij westwaarts marcheerde naar Illyrië, versloeg Alexander beide koningen, en dwong hen om te vluchten met hun legers, waardoor de noordelijke grens beveiligd werd.
Terwijl hij succesvol zijn veldtochten hield in het noorden, zorgde een gerucht over zijn dood ervoor dat de Thebanen en Atheners opnieuw rebelleerden tegen de Macedonische hegemonie. Alexander reageerde onmiddellijk maar, terwijl de andere steden aarzelden om hen te helpen terwijl hij Griekenland binnenkwam, besloten de Thebanen om Alexander te weerstaan. Maar hun weerstand bleek nutteloos, want hun stad werd veroverd en vernietigd tot op de grond, en haar gebied werd verdeeld tussen de andere Boeotische steden. Het lot van Thebe beangstigde Athene zo dat ze zich onderwierpen, waardoor heel Griekenland nu schijnbaar weer in vrede was met Alexander. Nu de Macedonische bondgenoten weer in vrede waren, kon Alexander eindelijk Perzië aanvallen, en vroeg in het jaar 334 v.Chr. stak hij over naar Klein-Azië met een leger van 42.000 man.

### Alexanders veldtochten in Azië
Alexanders 10-jaar durende veldtocht in Azië en de Macedonische verovering van het Perzische rijk werden stof voor een legende. Het Macedonische leger hield veldtochten in Klein-Azië, de Levant, Egypte, Assyrië, Babylonië en Perzië, waarbij het de belangrijke slagen bij de Granicus, Issos en Gaugamela, voor de uiteindelijke ineenstorting van de heerschappij van Darius, de koning van Perzië. Zo werd Alexander heerser van het enorme Perzische rijk, hoewel zijn heerschappij niet stevig was. Alexander bleef veldtochten houden in Centraal-Azië in de volgende jaren, voor hij de Indus overstak naar India. Maar het Macedonische leger werd telkens ongelukkiger, en muitte uiteindelijk, waardoor het Alexander dwong om terug te keren. Alexander spendeerde zijn laatste jaren aan het proberen om zijn enorme rijk te consolideren en het plannen van latere veldtochten, maar hij stierf in 323 v.Chr. in Babylon.

### Antieke bronnen
- Aeschines—Redevoeringen.
- Arrianus—Anabasis Alexandri.
- Diodorus Siculus—Bibliotheca historica.
- Justinus—Epitome historiarum Trogi Pompeii.
- Plutarchus—Parallelle Levens (Alexander, Phocion).
- Polyaenus—Strategemeta.
- Xenophon—Hellenica.

### Moderne bronnen
- Bard, Katheryn A. (1999). Encyclopaedia of the Archaeology of Ancient Egypt. Routledge, New York. ISBN 978-1-134-66524-2.
- Bryant, Joseph M. (1996). Moral Codes and Social Structure in Ancient Greece: A Sociology of Greek Ethics from Homer to the Epicureans and Stoics. State University van New York Press, Albany, NY. ISBN 0-7914-3042-1.
- Buckler, John (1989). Philip II and the Sacred War. E.J. Brill, Leiden. ISBN 978-90-04-09095-8.
- Buckley, Terry (1996). Aspects of Greek History, 750–323 BC: A Source-based Approach. Routledge, Londen and New York. ISBN 0-415-09957-9.
- Cawkwell, George (1978). Philip of Macedon. Faber & Faber, Londen, UK. ISBN 0-571-10958-6.
- Chamoux, François (2002). Hellenistic Civilization. Blackwell Publishing, Oxford, UK. ISBN 0-631-22241-3.
- Ellis, J.R. (1994). The Cambridge Ancient History. Cambridge University Press, Cambridge, UK, "Macedon and North-west Greece", 723–759. ISBN 0-521-23348-8.
- Errington, Robert Malcolm (1990). A History of Macedonia. University of California Press, Berkeley en Los Angeles, CA. ISBN 0-520-06319-8.
- Fine, John Van Antwerp (1983). The Ancient Greeks: A Critical History. Harvard University Press, Cambridge, MA. ISBN 0-674-03314-0.
- Fox, Robin Lane (1980). The Search for Alexander. Little Brown & Co. Boston. ISBN 0-316-29108-0.
- Fox, Robin Lane (1986). Alexander the Great. Penguin Books, New York en Londen [1973]. ISBN 978-0-14-008878-6.
- Green, Peter (2008). Alexander the Great and the Hellenistic Age. Phoenix, Londen. ISBN 978-0-7538-2413-9.
- Green, Peter (2006). Diodorus Siculus, Books 11–12.37.1: Greek History 480–431 BC — The Alternative Version. University of Texas Press, Austin. ISBN 0-292-71277-4.
- Hall, Jonathan M. (2000). Ethnic Identity in Greek Antiquity. Cambridge University Press, Cambridge, UK. ISBN 0-521-78999-0.
- Hamilton, J. R. (1974). Alexander the Great. University of Pittsburgh Press, Pittsburgh, PA [1973]. ISBN 0-8229-6084-2.
- Hammond, Nicholas Geoffrey Lemprière (2001). Collected Studies: Further Studies on Various Topics. Hakkert, Amsterdam.
- Hammond, Nicholas Geoffrey Lemprière (1993). Studies concerning Epirus and Macedonia before Alexander. Hakkert, Amsterdam.
- Hammond, Nicholas Geoffrey Lemprière (1989). The Macedonian State: Origins, Institutions, and History. Clarendon Press, Oxford, UK. ISBN 0-19-814883-6.
- Hornblower, Simon, Spawforth, Antony, Eidinow, Esther (2012). The Oxford Classical Dictionary. Oxford University Press, Oxford, UK. ISBN 978-0-19-954556-8.
- Hornblower, Simon (2002). The Greek World, 479–323 BC. Routledge, Londen en New York [1983]. ISBN 0-415-16326-9.
- Jones, Archer (2001). The Art of War in the Western World. University of Illinois Press, Champaign, IL. ISBN 0-252-06966-8.
- Joint Association of Classical Teachers (1984). The World of Athens: An Introduction to Classical Athenian Culture. Cambridge University Press, Cambridge, UK. ISBN 0-521-27389-7.
- Justinus, Marcus Junianus (2011). Justin: Epitome of the Philippic History of Pompeius Trogus: Volume II, Books 13–15, the Successors to Alexander the Great. Oxford University Press, Oxford. ISBN 978-0-19-927759-9.
- Levinson, David (1992). Encyclopedia of World Cultures. G.K. Hall, Boston, MA. ISBN 978-0-8168-8840-5.
- LEWIS, D.M. & BOARDMAN, John. Lewis, D.M., Boardman, John (1994). The Cambridge Ancient History: The Fourth Century B.C. (Volume 6). Cambridge University Press, Cambridge, UK. ISBN 978-0-521-23348-4.
- McCarty, Nick (2004). Alexander the Great: The Real-life Story of the World's Greatest Warrior King. Viking (Penguin Group Australia), Camberwell, Victoria. ISBN 0-670-04268-4.
- O'Brien, John Maxwell (1994). Alexander the Great: The Invisible Enemy – A Biography. Routledge (Taylor & Francis), New York en Londen [1992]. ISBN 0-415-10617-6.
- Osborne, Robin (2004). Greek History. Routledge, New York en Londen. ISBN 0-415-31717-7.
- Perlman, Samuel (1973). Philip and Athens. Heffer, Cambridge, UK. ISBN 0-85270-076-8.
- Renault, Mary (2013). The Nature of Alexander the Great. Open Road Integrated Media, New York. ISBN 0-14-139076-X.
- Roy, J. (1994). The Cambridge Ancient History: The Fourth Century BC. Cambridge University Press, Cambridge, UK, "Thebes in the 360s B.C.", 187–208. ISBN 0-521-23348-8.
- Seager, Robin (1994a). The Cambridge Ancient History: The Fourth Century BC. Cambridge University Press, Cambridge, UK, "The Corinthian War", 97–119. ISBN 0-521-23348-8.
- Seager, Robin (1994b). The Cambridge Ancient History: The Fourth Century BC. Cambridge University Press, Cambridge, UK, "The King's Peace and the Second Athenian Confederacy", 156–186. ISBN 0-521-23348-8.
- Sealey, Raphael (1976). A History of the Greek City-States, ca. 700–338 B.C.. University of California Press, Berkeley en Los Angeles. ISBN 978-0-631-22667-3.
- Starr, Chester G. (1991). A History of the Ancient World. Oxford University Press, New York. ISBN 0-19-506628-6.
- Toynbee, Arnold Joseph (1981). The Greeks and Their Heritages. Oxford University Press, Oxford, UK.
- Wilcken, Ulrich (1967). Alexander the Great. W.W. Norton & Company, Inc., New York. ISBN 978-0-393-00381-9.
- Worthington, Ian (2014). By the Spear: Philip II, Alexander the Great, and the Rise and Fall of the Macedonian Empire. Oxford University Press, Oxford. ISBN 978-0-19-992986-3.
- Worthington, Ian (2008). Philip II of Macedonia. Yale University Press, New Haven, CT. ISBN 0-300-12079-6.
- Worthington, Ian (2003). Alexander the Great: A Reader. Routledge, New York en Londen. ISBN 978-1-134-43592-0.
- Zacharia, Katerina (2008). Hellenisms: Culture, Identity, and Ethnicity from Antiquity to Modernity. Ashgate Publishing Limited, Hampshire. ISBN 978-0-7546-6525-0.